# Saint-Hernin
Saint-Hernin [sɛ̃tɛʁnɛ̃] (en breton : Sant-Hern) est une commune du département du Finistère, dans la région Bretagne, en France.

## Géographie

### Description
| - Carte topographique de la commune de Saint-Hernin. |

|        | Cléden-Poher      | Carhaix-Plouguer        |
| Spézet | Saint-Hernin      | Motreff                 |
|        | Gourin (Morbihan) | Tréogan (Côtes-d'Armor) |

Saint-Hernin est située sur le versant nord de la chaîne des Montagnes Noires à la limite des départements du Morbihan et des Côtes-d'Armor. Sa limite nord est constituée par le canal de Nantes à Brest qui utilise à cet endroit le lit de l'Hyères. Sa limite Est est constituée par le cours du Ster Goaranveg dont l'ancienne ligne de chemin de fer Carhaix - Rosporden empruntait la vallée. Sa limite sud est constituée par la crête nord des Montagnes Noires qui culmine à 308 m au lieu-dit « Ty Coz » (maison ancienne en breton). Sa limite Ouest est constituée par le cours du ruisseau de Coat Querevan. Les communes limitrophes de Saint-Hernin sont Gourin au sud, Motreff à l'est, Carhaix-Plouguer et Cleden-Poher au nord et Spezet à l'ouest. Les hauteurs de la commune sont boisées de sapins. Le bourg occupe une position excentrée au nord de la commune.

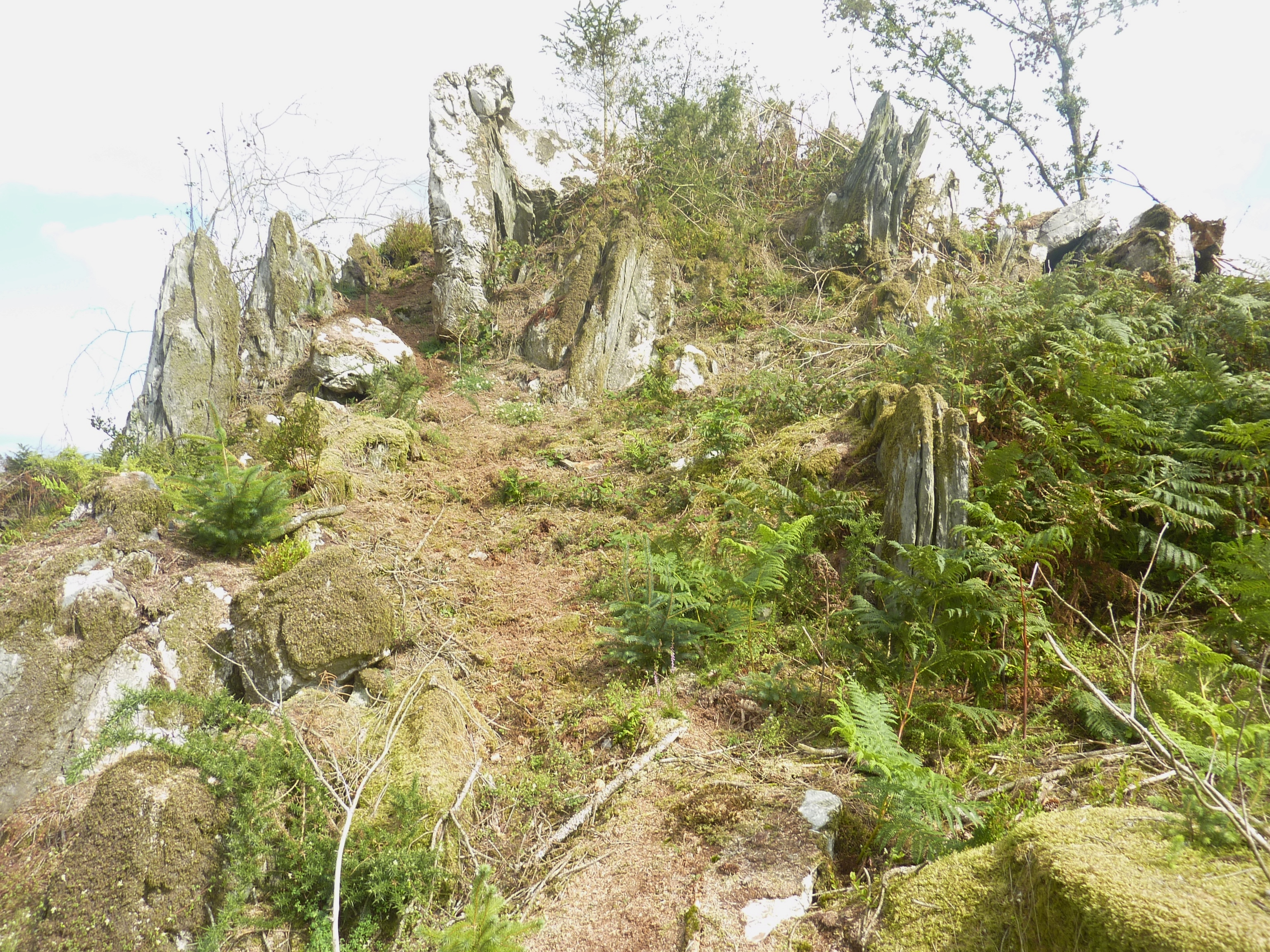
Le sommet de Ty Coz (cote 308) en Saint-Hernin et ses schistes plissés à la verticale (un des sommets des montagnes Noires).
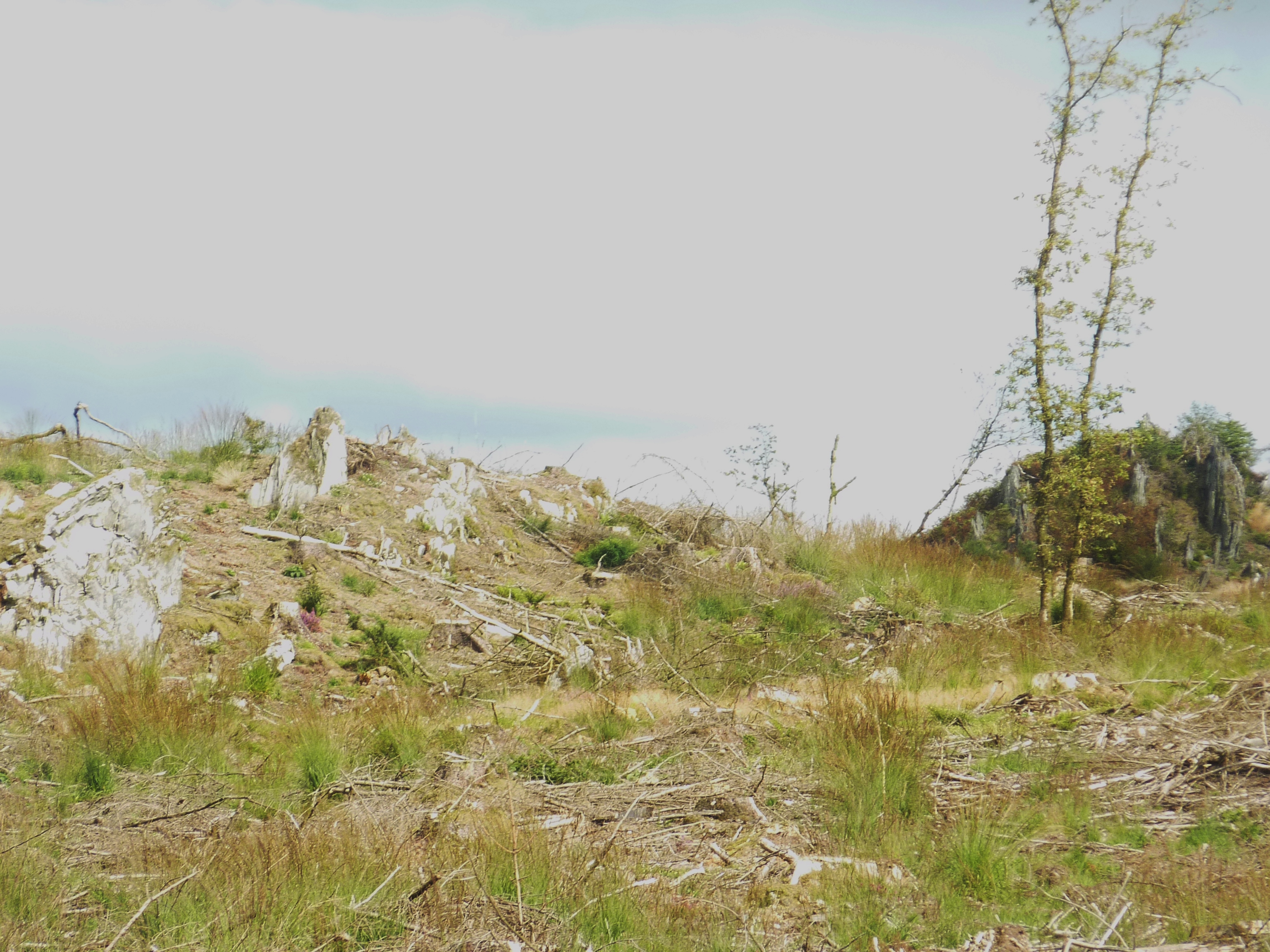
La lande près du sommet de Ty Coz (un des sommets des Montagnes Noires) 1.
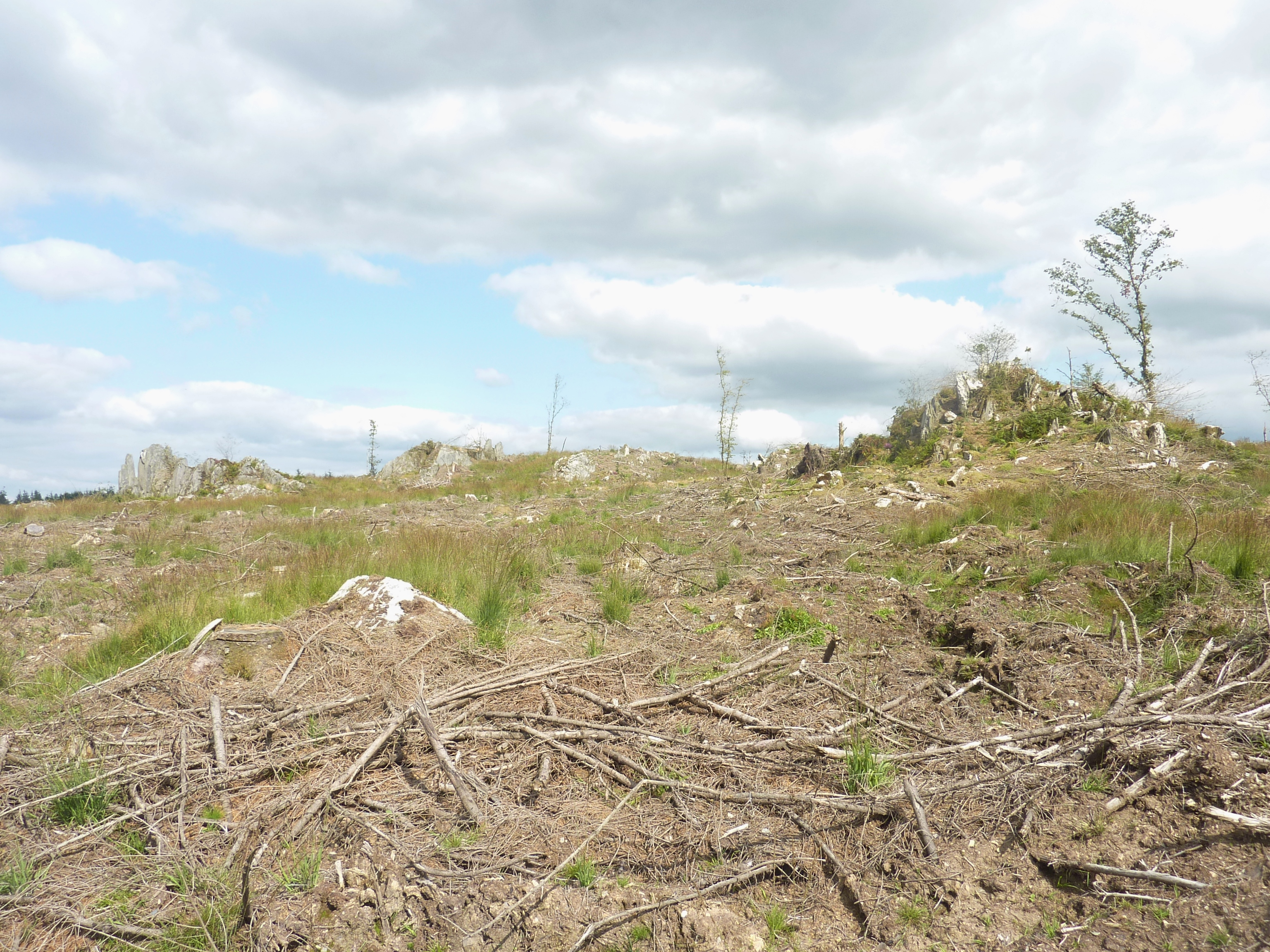
La lande près du sommet de Ty Coz (un des sommets des Montagnes Noires) 2.
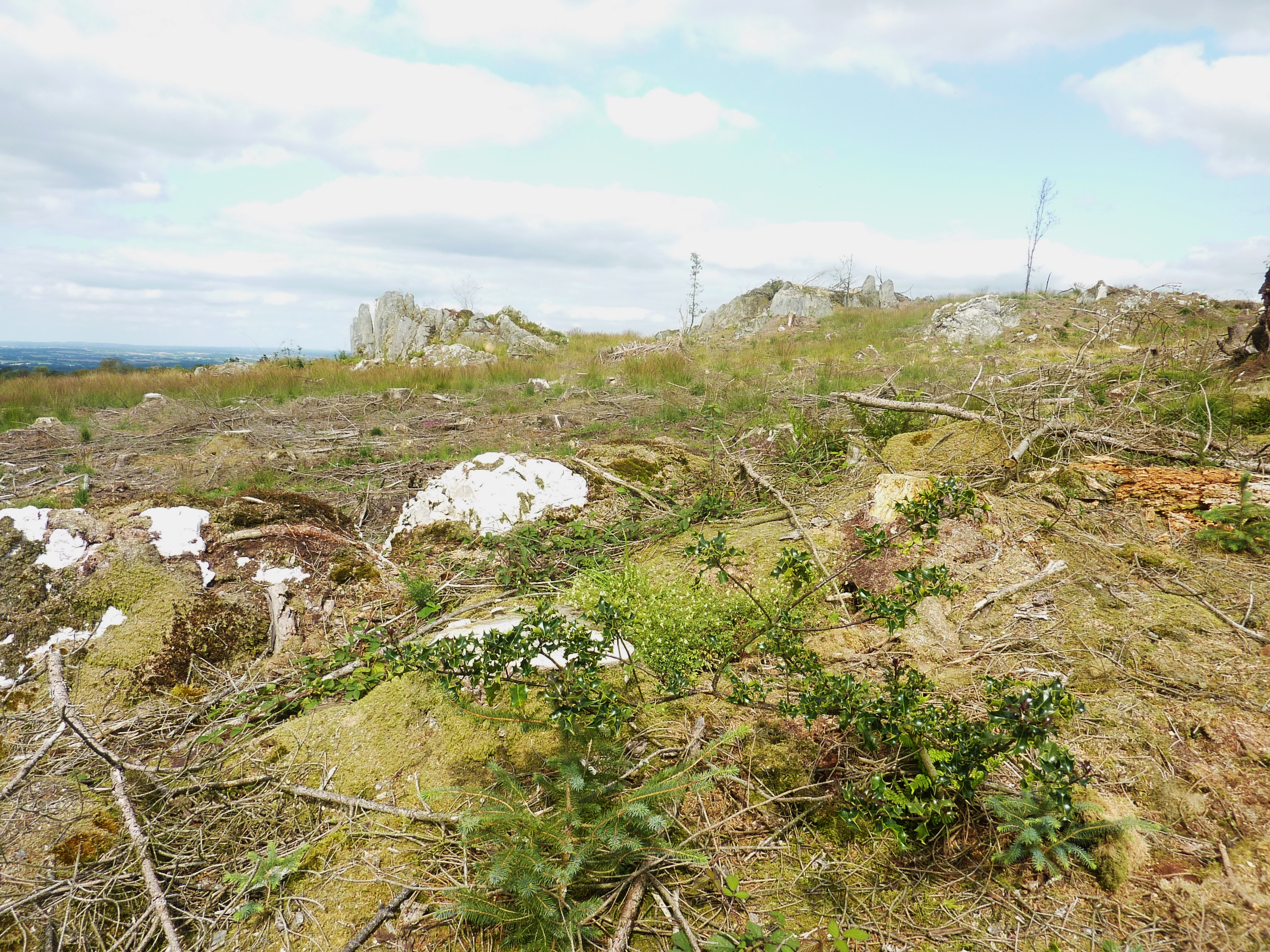
La lande près du sommet de Ty Coz (un des sommets des Montagnes Noires) 3.

### Les carrières d'ardoises
Plusieurs ardoisières ont été exploitées à Saint-Hernin (plusieurs maires de la commune ont d'ailleurs été des carriers), principalement entre 1850 et 1880, la plupart étant situées le long de la route allant de Carhaix à Gourin ; la plus connue fut celle de Kermanac'h (un accident y fit 6 morts le 18 avril 1921), fermée en 1969, mais il en existait aussi à Moulin-Donan (3 carrières), Le Parc-Toul Pebr (2 carrières), Leïntudec (4 carrières), Goaranvec (2 carrières dont l'une a poursuivi son activité jusque dans la décennie 1980 pour la production d'ardoises rustiques), Kervais, La Haie-Du, certaines d'entre elles ayant fait l'objet d'une exploitation en partie souterraine.

### Hydrographie
Pour un article plus général, voir Réseau hydrographique du Finistère.
La commune est située dans le bassin Loire-Bretagne. Elle est drainée par le canal de Nantes à Brest, l'Hyère, le Goaranvec, le Coat Quéveran, le ruisseau de Saint-gonogan et divers autres petits cours d'eau,.
Le canal de Nantes à Brest est un canal, chenal et un estuaire et un cours d'eau naturel navigable sur une grande partie de son cours, d'une longueur de 364 km. Il prend sa source dans la commune de Nort-sur-Erdre et se jette  dans la Loire à Nantes.  Les caractéristiques hydrologiques du canal de Nantes sont données par la station hydrologique située sur la commune de Cléden-Poher. Le débit moyen mensuel est de 8,56 m3/s. Le débit moyen journalier maximum est de 167 m3/s, atteint lors de la crue du 13 décembre 2000. Le débit instantané maximal est quant à lui de 220 m3/s, atteint le même jour.
L'Hyère, d'une longueur de 48 km, prend sa source dans la commune de Callac et se jette  dans l'Aulne en limite de Spézet et de Cléden-Poher, après avoir traversé 15 communes. 

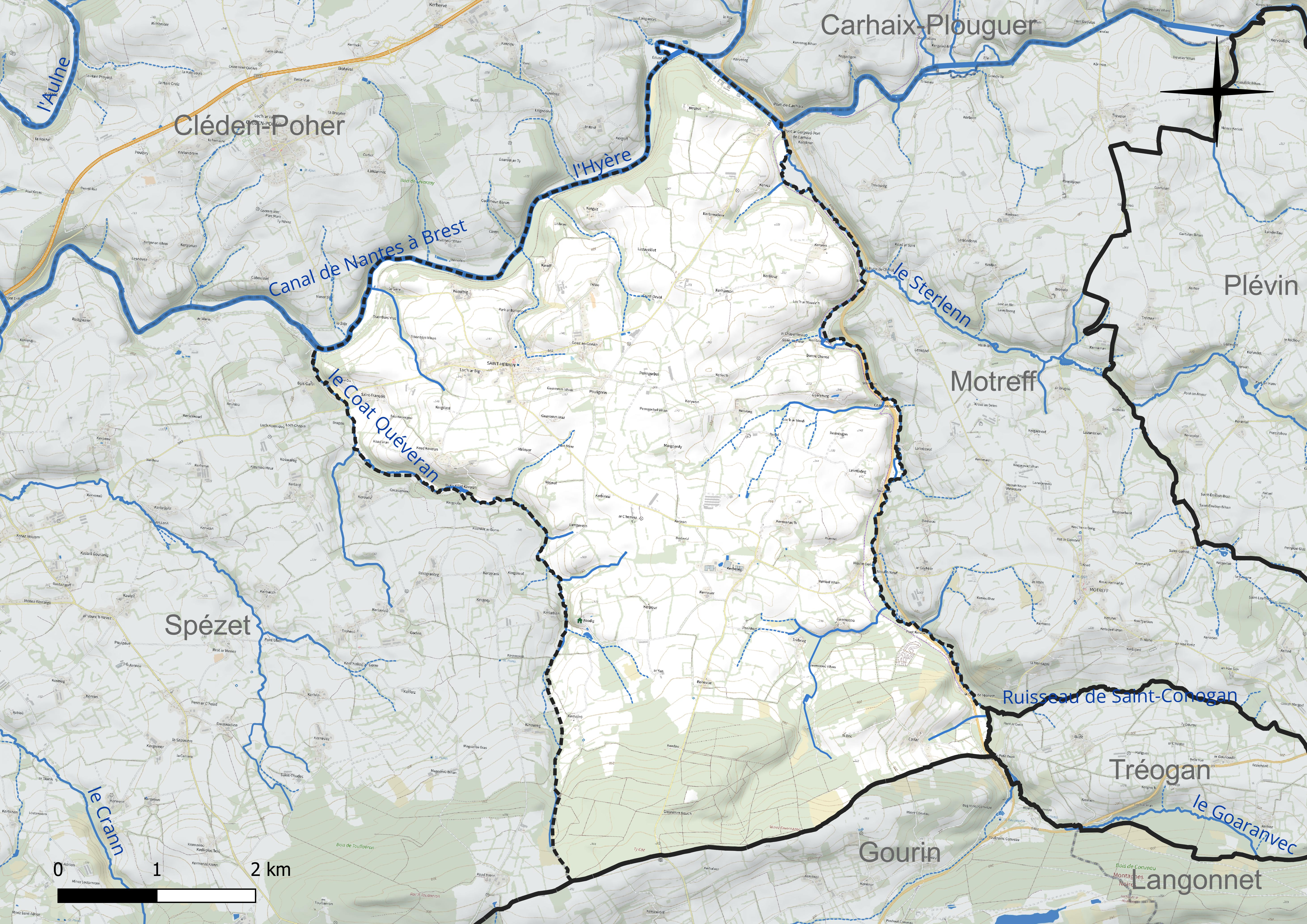
Réseau hydrographique de Saint-Hernin.

Le Goaranvec, d'une longueur de 15 km, prend sa source dans la commune de Plévin et se jette  dans le canal de Nantes à Brest au niveau de la commune de Motreff, après avoir traversé six communes. 

### Climat
Pour des articles plus généraux, voir Climat de la Bretagne et Climat du Finistère.
En 2010, le climat de la commune est de type climat océanique franc, selon une étude du CNRS s'appuyant sur une série de données couvrant la période 1971-2000. En 2020, Météo-France publie une typologie des climats de la France métropolitaine dans laquelle la commune est exposée à un climat océanique et est dans la région climatique Finistère nord, caractérisée par une pluviométrie élevée, des températures douces en hiver (6 °C), fraîches en été et des vents forts. Parallèlement l'observatoire de l'environnement en Bretagne publie en 2020 un zonage climatique de la région Bretagne, s'appuyant sur des données de Météo-France de 2009. La commune est, selon ce zonage, dans la zone « Monts d'Arrée », avec des hivers froids, peu de chaleurs et de fortes pluies.
Pour la période 1971-2000, la température annuelle moyenne est de 10,9 °C, avec une amplitude thermique annuelle de 11,4 °C. Le cumul annuel moyen de précipitations est de 1 163 mm, avec 15,6 jours de précipitations en janvier et 8,5 jours en juillet. Pour la période 1991-2020, la température moyenne annuelle observée sur la station météorologique la plus proche, située sur la commune de Carhaix-Plouguer à 8 km à vol d'oiseau, est de 11,4 °C et le cumul annuel moyen de précipitations est de 1 112,4 mm,. Pour l'avenir, les paramètres climatiques de la commune estimés pour 2050 selon différents scénarios d'émission de gaz à effet de serre sont consultables sur un site dédié publié par Météo-France en novembre 2022.

## Urbanisme

### Typologie
Au 1er janvier 2024, Saint-Hernin est catégorisée commune rurale à habitat très dispersé, selon la nouvelle grille communale de densité à 7 niveaux définie par l'Insee en 2022.
Elle est située hors unité urbaine. Par ailleurs la commune fait partie de l'aire d'attraction de Carhaix-Plouguer, dont elle est une commune de la couronne,. Cette aire, qui regroupe 18 communes, est catégorisée dans les aires de moins de 50 000 habitants,.

### Occupation des sols

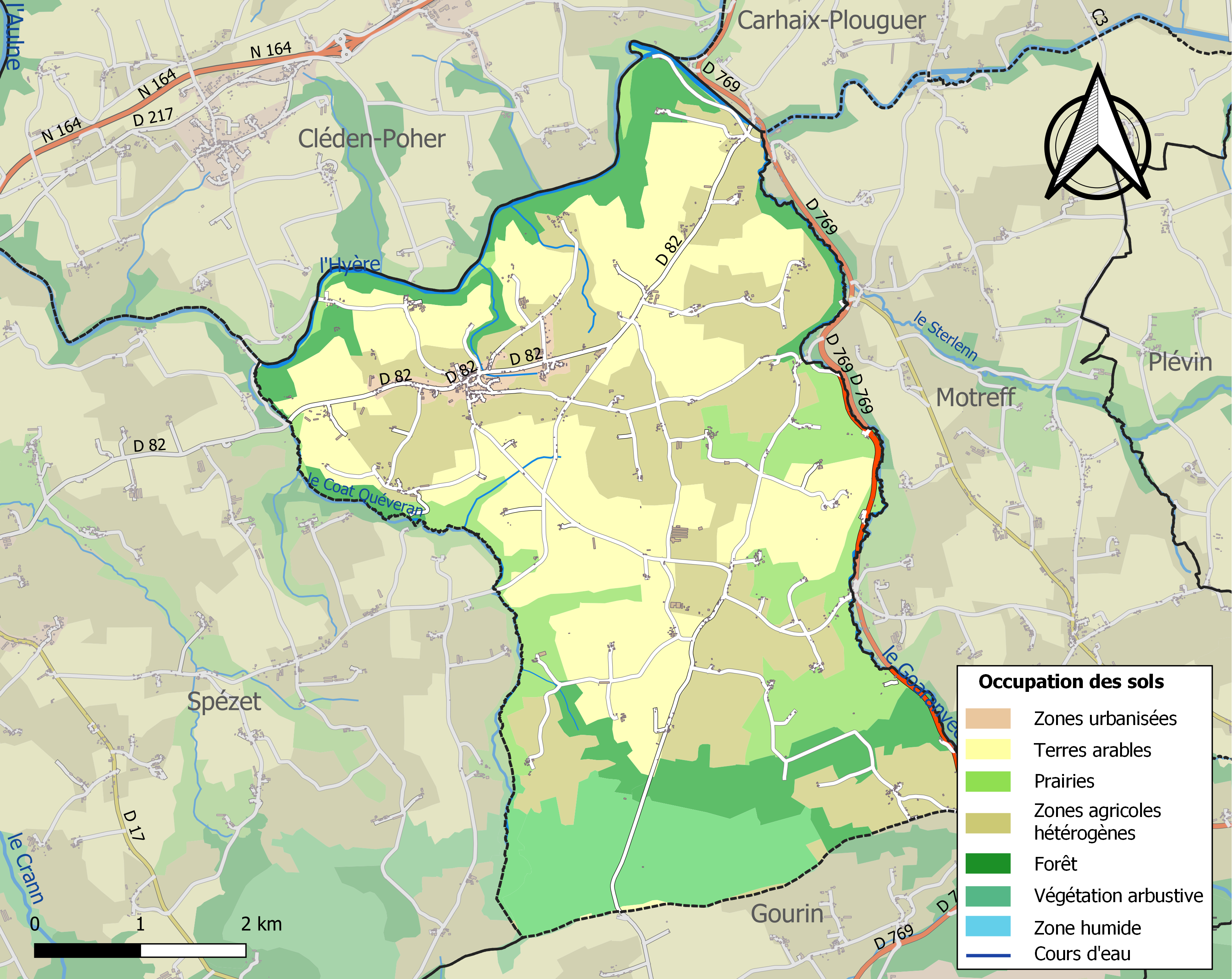
Carte des infrastructures et de l'occupation des sols de la commune en 2018 (CLC).

Le tableau ci-dessous présente l' occupation des sols de la commune en 2018, telle qu'elle ressort de la base de données européenne d'occupation biophysique des sols Corine Land Cover (CLC).
| Type d'occupation                             | Pourcentage | Superficie (en hectares) |
| --------------------------------------------- | ----------- | ------------------------ |
| Tissu urbain discontinu                       | 1,6 %       | 46                       |
| Terres arables hors périmètres d'irrigation   | 32,4 %      | 950                      |
| Prairies et autres surfaces toujours en herbe | 12,1 %      | 353                      |
| Systèmes culturaux et parcellaires complexes  | 31,6 %      | 926                      |
| Forêts de feuillus                            | 5,3 %       | 156                      |
| Forêts de conifères                           | 5,5 %       | 160                      |
| Forêts mélangées                              | 2,0 %       | 60                       |
| Landes et broussailles                        | 0,5 %       | 15                       |
| Forêt et végétation arbustive en mutation     | 9,0 %       | 263                      |
| Source : Corine Land Cover                    |             |                          |

L'occupation des sols met en évidence une nette prédominance des territoires agricoles sur la forêt et les milieux semi-naturels ainsi qu'une faible urbanisation du territoire. Les territoires agricoles, qui occupent 76,1% de la surface communale, ont conservé partiellement leur structure bocagère. La forêt, qui occupe 12,7 % de la surface communale, est composé pour moitié de feuillus et pour moitié de conifères.

## Toponymie
Saint-Hernin vient de Hernin, nom d'un moine ayant immigré en Armorique au VIe siècle et mort à Duault en 540. La paroisse s'est appelée Sanctus Eherninus (vers 1330), Sanctus Herninus ou Sanctus Huerninus (en 1368) et Sainct Hernyn (en 1535).

## Histoire

### Préhistoire
Le tumulus de Kerhor date de l'âge du bronze.

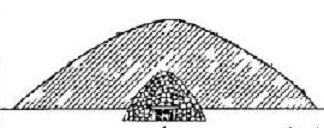
Coupe du tumulus de Kerhor (Saint-Hernin). Dessin de Paul du Chatellier.

### Moyen Âge
Saint-Hernin dépendait de la juridiction de Châteauneuf-du-Faou.

#### La seigneurie de Kergoat (Kergoët)
Les seigneurs de Kergoët possédaient les premières prééminences de Saint-Hernin, avec les enfeus, écussons, bancs, lisières, et leur juridiction s'y exerce en haute justice, à quatre pots, les patibulaires se voyant élevés sur le grand chemin de Carhaix à Quimper.
La famille de Kergoët (Kergoat) habite le château éponyme depuis au moins 1256, et même avant (selon A. Marteville et P. Varin, la terre de Kergaot était possédée en 1200 par Yves Le Moine). Elle fut maintenue dans la noblesse par un jugement en 1669. Elle portait pour armes : d'argent à cinq fusées rangées et accolées de gueules, accompagnées en chef de quatre roses du même. En voici la généalogie simplifiée :
- Messire X (?) de Kergoët, écuyer, seigneur de Kergoët en Saint-Hernin est cité en 1256
  - Jean I de Kergoët et son petit-file Raoul de Kergoët sont cités dans un acte de 1280.
    - N (?) de Kergoët, père de :
      - Raoul de Kergoët, chevalier, commandant des troupes de Bertrand Du Guesclin, battu en 1360 à Saint-Méen
        - Hervé de Kergoët, chevalier, seigneur du dit lieu, tué à la bataille d'Auray (29 septembre 1364) alors qu'il combattait sous la bannière de Charles de Blois dans le cadre de la guerre de Succession de Bretagne.
          - Yves de Kergoët prête en 1369 serment de fidélité au comte de Montfort, Jean IV de Bretagne.
            - (fils probable du précédent) Jehan II de Kergoët, chevalier, ratifia à Lamballe le traité de Guérande le 25 avril 1381.
              - Yves Hingoit de Kergoat fut médecin ordinaire des ducs Jean IV et duc Jean V, devint évêque de Tréguier en 1402 et fit construire le château de Kergoat où il mourut en 1403.
                - Guillaume Ier de Kergoët, chevalier, fut prisonnier des Anglais.
                  - Guillaume II de Kergoët, banneret de Bretagne en 1451.
                    - Guillaume III, baron de Kergoët, époux de Guillemette de Rosmadec, décédé le 24 avril 1492.
                      - Marie de Kergoët, épouse en premières noces de Louis, sire de Plœuc, marquis de Tymeur et en secondes noces Jehan, sire de Quelen.
                      - Catherine de Kergoët, épouse de Jean du Quellennec, seigneur de Kerjolis et Le Ferté.

                    - Pierre de Kergoët, fondateur de la branche des Kergoët du Guilly, seigneur de Troamboul.

          - Guyomarc'h de Kergoët, fondateur de la branche des seigneurs de Tronjoly en Gourin.

Par la suite, tombant à maintes reprises en quenouille en l'absence d'héritier mâle, la seigneurie de Kergoat passa successivement par alliance à la maison du Quélennec, puis aux familles de Lesmais, de Perrien, Le Moyne de Trévigny, de Saint-Simon de Courcy, de Kergus et de Roquefeuil.
Le manoir de Keralio, situé au centre du bourg, dépendait de la seigneurie de Kergoët.
Le moulin de Goaranvec est un ancien moulin banal qui appartenait aux seigneurs de Kergoat. Il fut vendu comme bien national lors de la Révolution française, puis appartint à la même famille de meuniers aux XIXe siècle et XXe siècle.

### Époque moderne

#### La seigneurie de Kergorlay
Un aveu d'Anne de Laval concernant la seigneurie de Kergorlay date de 1543.
En 1590, le château de Kergoat appartenait au seigneur de Kercolé [Kergorlay] « qui y avait de grandes richesses » ; la place fut assiégée pendant les Guerres de la Ligue par le capitaine de La Tremblaye, mais le château fut si bien défendu qu'il fut obligé d'aller chercher fortune ailleurs.

« La Tremblaye (...) voulut aller piller le Kergouet, maison à demi-lieue de Carhaix, où il y avait de grandes richesses, et y prendre prisonniers le seigneur de Kercolé, maître de la maison, mais il fut si bien reçu à coups d'arquebuses, qu'après avoir tenté pendant une heure de la forcer, il fut contraint de se retirer, avec perte de douze ou quinze des siens. »

#### Larévolte des Bonnets rouges(1675)
Pendant la Révolte des Bonnets Rouges, le 11 juillet 1675 et les jours qui suivent, les insurgés de vingt paroisses de Scaër au Huelgoat, dirigés par Sébastien Le Balp, assiègent et pillent le château du Kergoët en Saint-Hernin, une somptueuse demeure pourvue de murailles et de défenses, propriété du marquis Le Moyne de Trévigny, puis le brûlent. L'intendant et plusieurs serviteurs sont assassinés. La marquise parvient à s'échapper et se réfugie au couvent des Carmes de Carhaix. Le propriétaire est réputé être lié à ceux qui avaient amené en Bretagne les impôts du timbre et du tabac. Par ailleurs les révoltés craignent l'imposition de la gabelle. Enfin le seigneur du lieu a la réputation d'être dur avec ses vassaux. Il se racontait alentour que le château avait été entièrement reconstruit par corvées. Une transaction est passée entre les paroisses et Le Moyne de Trévigny pour réparation des dommages sur son château. Celle-ci est approuvée par les États de Bretagne en octobre 1679. Le montant réclamé par le marquis, initialement de 64 800 livres, s'élève à 49 800 livres à la suite de la restitution d'une partie du mobilier dérobé. Plonévez-du-Faou dont les paroissiens se sont particulièrement fait remarquer avec leurs tambours et leurs enseignes est la plus lourdement taxée. Voici la liste des paroisses dont des habitants ont participé à l'action et les montants en livres qu'elles doivent payer :
| Paroisses            | Montants |
| -------------------- | -------- |
| Lannédern            | 600      |
| Loqueffret           | 1 400    |
| Huelgoat             | 800      |
| Plouyé               | 2 500    |
| Carhaix              | 1 500    |
| Poullaouen           | 3 600    |
| Saint-Hernin         | 4 000    |
| Spézet               | 5 000    |
| Plounévézel          | 1 600    |
| Plonévez-du-Faou     | 9 000    |
| Gourin et ses trèves | 5 500    |
| Guiscriff            | 3 000    |
| Scaër                | 2 000    |
| Leuhan               | 800      |
| Tréogan              | 400      |
| Motreff              | 1 450    |
| Plévin               | 1 450    |
| Cléden-Poher         | 1 400    |
| Kergloff             | 1 800    |
| Landeleau            | 2 000    |

François-Marie Luzel a longuement décrit le pillage du château de Kergoët dans un article du Bulletin de la Société archéologique du Finistère de 1887.

#### Saint-Hernin vers 1778
Jean-Baptiste Ogée a décrit Saint-Hernin vers 1778 :

« Saint-Hernin, à neuf lieues et demie de Quimper, son évêché (...) et à une lieue et demie de Carhaix, sa subdélégation. Cette paroisse relève du Roi, ressort à Châteauneuf et compte 1 200 communiants. (...) Le territoire, bordé au Nord par la rivière d'Aulne, et au Sud par les Montagnes Noires, offre à la vue des terres bien cultivées, des prairies et beaucoup de landes ; le pays est riant, très agréable, coupé de vallons et couvert d'arbres et de buissons. »

Vers la fin du XVIIIe siècle, à Kergus en Saint-Hernin, cinq ateliers de sabotiers confectionnaient chacun quinze douzaines de sabots qui étaient expédiés toutes les semaines.
En 1780, une cinquantaine de carriers originaires des Ardennes arrivèrent dans la région de Châteaulin et commencèrent à ouvrir des ardoisières, par exemple à Guily Glaz en Saint-Hernin.

### La Révolution française
Le 20 août 1797, à la tête de douze hommes, le chef chouan Jean François Edme Le Paige de Bar attaque et pend dos-à-dos Poulizac, commissaire du canton de Saint-Hernin et Quéméner, curé constitutionnel de Motreff.
La loi du 11 septembre 1791 précise que la paroisse de Saint-Hernin aura pour succursales les ci-devant paroisses de Spézet et de Motreff.
Jacques Cambry écrit que dans la région « le climat est tardif ; on y craint surtout les gelées. Les cultivateurs battent leurs grains avec le fléau ; les fumiers sont formés de landes, de genet, de paille, de bruyère, corrompus dans les marres des chemins de traverses ».

### LeXIXesiècle

#### Le château de Kergoat en 1829
En 1828 des congédiements abusifs de domaniers mobilisa entre 1 000 et 1 200 personnes, armées d'instruments aratoires et de fusils à Saint-Hernin, contre deux propriétaires terriens, MM. Déjard et Duidal, qui furent pris en otage et contraints d'accepter les exigences des domaniers ; un détachement de gendarmerie fut envoyé sur les lieux et les responsables de l'émeute furent arrêtés.
Jean-François Brousmiche décrit ainsi le château de Kergoat en 1829 :

« Dans Saint-Hernin on peut voir les restes du beau château de Kergoat. Il est aujourd'hui presque complètement détruit ; des anciennes fortifications il ne subsiste plus qu'une tour. (...) [En 1675] Kergoat fut surpris par les paysans révoltés. Tout y fut brûlé, pillé, ravagé ; depuis cette époque, le Kergoat ne fut plus que l'ombre de ce qu'il était primitivement, mais sa belle position près de deux rivières en fait toujours une habitation confortable. »

#### Le partage des terres vaines et vagues
Des étendues considérables de terres vaines et vagues (des landes pour l'essentiel sur lesquelles se pratiquait la vaine pâture) étaient autrefois possédées féodalement dans la paroisse de Saint-Hernin par le seigneur du Boisgarin. En 1792, une partie de ces terres devint propriété des vassaux qui les occupaient, le reste devenant propriété communale. La commune de Saint-Hernin décida de mettre en vente le 4 mai 1863 après avoir divisé en 45 lots les 250 ha de terres concernées, mais Hyacinthe Desjars, banquier à Guingamp, qui avait acquis des héritiers de la famille de Roquefeuil la totalité des biens que cette famille possédait à Saint-Hernin, revendiqua la propriété de ces landes et fit vainement opposition à cette vente qui eût quand même lieu. Le maire de Saint-Hernin poursuivit en justice Hyacinthe Desjars, alléguant que cette procédure avait dissuadé certains acquéreurs potentiels et entraîné un faible prix de vente pour ces terres, mais la commune de Saint-Hernin fut déboutée de son action en dommages et intérêts par un jugement de la Cour impériale de Rennes en date du 25 janvier 1866.

#### Saint-Hernin vers le milieu duXIXesiècle
A. Marteville et P. Varin, continuateurs d'Ogée, décrivent ainsi Saint-Hernin en 1845 :

« (...) Principaux villages : Kerzéan, Kergus, Saint-Deval, Trambars, Hozmel, Gueznazou, Kerhorré, Cullac. Manoirs de Toulgoat, de Coatquévran, de Kergoat. Superficie totale : 2 930 hectares dont (...) terres labourables 1 783 ha, prés et pâtures 222 ha, vergers et jardins 36 ha, bois 112 ha, landes et incultes 613 ha (...).Moulins : 4, à eau (de Kergoat, de Goaranvec, Donan, de Coatquévran). Cette commune, riche en pâturages, est d'un aspect riant et forme un heureux contraste avec celles qui environnent Carhaix. (...) Géologie : grauwacke dans le nord ; ardoisières à Saint-Sauveur. On parle le breton. »

Monseigneur Martial, évêque de saint Brieuc, procède le 18 novembre 1859 lors au partage de la relique du bras de Saint Hernin entre Locarn (où elle est présentée dans un bras-reliquaire) et Saint-Hernin.
En 1864, le conseil d'arrondissement demande la construction d'un débarcadère, sur le canal de Nantes à Brest, près du pont de Kergoët en Saint-Hernin, « lieu où les cultivateurs du canton de Gourin viennent embarquer les sables et les amendements calcaires qu'ils reçoivent de la rade de Brest ».
En 1870, Claude Gourdin, propriétaire-cultivateur, avocat, conseiller d'arrondissement, qui exploitait depuis 1847 une terre de 85 ha, dont 36 ha en terres labourables, 15 ha 75 ares en prairies, 7 ha 78 ares en landes et pâtures, etc. à Kergoat en Saint-Hernin reçut une prime d'honneur du ministère de l'agriculture pour « ses cultures bien faites et d'une tenue irréprochable (...) et ses étables (...) pouvant contenir 50 bœufs à l'engrais » et avait déjà reçu précédemment plusieurs autres distinctions.

#### La polémique avec leJournal des débats politiques et littérairesen1885
En 1885, André Mori, journaliste au Journal des débats politiques et littéraires évoqur la misère, l'arriération et une campagne mal cultivée : « Voilà deux heures que je marche dans une campagne dénudée et mal cultivée. De distance en distance, au bord du chemin, on rencontre une figurine difforme encastrée dans une souche de bois mal équarrie et haute de quatre pieds. Ces monuments primitifs ont été dressés là par les paysans aux saints qui les ont secourus en quelque détresse. Les fermes deviennent très rares. On aperçoit quelques masures où les porcs et les hommes semblent vivre en bonne compagnie. Les paysans que l'on voit récolter du blé noir ne parlent pas un mot de français ».
Le maire de Saint-Hernin de l'époque obtient un droit de réponse : « Ce n'est pas avec la lande qu'on élève les beaux bœufs croisés durham-bretons qui font aujourd'hui la richesse de nos éleveurs et qui seraient dignes de figurer au premier rang au grand concours d'animaux gras tenu chaque année à Paris si des voies ferrées nous reliaient à la capitale. Il nous faut une bonne nourriture pour élever de semblables animaux, et les belles cultures de racines et de plantes sarclées, particulièrement par nos laboureurs sont un démenti suffisant au reproche immédiat de mal cultiver ». Le journaliste ayant évoqué « quelques masures où les porcs et les hommes semblent vivre d'assez bonne compagnie », le maire rétorque : « Les quelques huttes ou maisonnettes qu'il a aperçues au bord de l'ancienne route de Carhaix à Lorient sont habitées par des journaliers indigens (...) mais ils ont encore assez le sentiment d'eux-mêmes pour avoir construit à côté de leurs chaumières un appentis en argile couvert en genêts ou en bruyères où ils abritent leur porcs. Maintenant, que ces derniers aient une certaine liberté pendant le jour quand ils vont pâturer l'herbe de la route et qu'ils s'introduisent dans le domicile de leurs maîtres, cela est possible ! Mais ils en sont expulsés aussi vite qu'ils y sont entrés. ».
La même année, une vive opposition éclata entre le curé de Saint-Hernin, Pierre Péron, et la municipalité de l'époque à propos du cimetière.

#### Le premier instituteur laïc
Guillaume Marie Rivoalen (1843-1921), originaire de Plougonven fut en 1864 le premier instituteur laïc de Saint-Hernin. Il endura des conditions de vie et de travail éprouvantes, dans une école insalubre et déshéritée, conditions contre lesquelles il s'indigna vivement, à tel point que le sous-préfet le qualifia d'« ingouvernable ».
Un rapport de l'inspecteur d'académie signale en 1880 que la commune de Saint-Hernin n'a pas encore d'école des filles.

#### L'école de hameau de Hellan
Fin XIXe la construction de 67 écoles de hameaux a été autorisée dans le Finistère par deux décrets :
- Le décret du 25 octobre 1881 qui a délégué une subvention pour 18 écoles de hameaux sur l'arrondissement de Quimperlé ; toutes ont été bâties.
- Le décret du 14 mars 1882 qui a délégué une subvention pour 50 écoles de hameaux sur les quatre autres arrondissements du département (Brest, Châteaulin, Morlaix, Quimper) à choisir dans les communes « dont le territoire est le plus étendu et les ressources les plus restreintes » ; 49 ont été bâties dont une à Saint-Hernin (Hellan)[63].

#### La carrière d'ardoises de Kermanach
La carrière d'ardoises de Kermanach a été exploitée depuis au moins 1877. Un de ses puits ferma après la Seconde Guerre mondiale, le second en 1971.

#### L'émigration à la fin duXIXesiècleet au début duXXesiècle
Entre 1888 et 1890 près de 1 000 personnes originaires de la région d'Elliant, Scaër, Coray, Roudouallec et Le Faouët émigrèrent en Argentine (44 000 français en tout émigrèrent vers l'Argentine pendant ces années), dont trois des onze enfants de Trémeur Péron et Élisabeth Le Mechen, métayers à Saint-Hernin. « À peine arrivés à Buenos-Aires, nos hommes déchantent un peu. De la terre à défricher certes, mais il va falloir retrousser ses manches et cracher dans les mains !.. Ils remontent le fleuve Parana et arrivent à Résistance, 1 000 km au nord de Buenos-Aires. Après quelques mois de « vaches maigres », les frères Péron décident de se séparer ; François-Marie reste à Resistancia, Jean-Marie part pour le Chili et Trémeur-Marie pour la Patagonie ».
Aux alentours de 1900, Paul Joanne écrit : « L'ignorance et la misère des gens de Motreff, de Saint-Hernin, de Saint-Goazec, de Leuhan sont proverbiales en Bretagne : dans quelques fermes, les paysans mangeaient leur soupe, il n'y a pas si longtemps, dans des écuelles creusées dans la table ».
Dans la décennie 1930, des hommes de Gourin et Saint-Hernin émigrèrent vers le nord du Québec, notamment à Kapuskasing et Abitibi.

### LeXXesiècle

#### La Belle Époque
Le sous-préfet de Châteaulin, dans une lettre datée du 23 décembre 1902, écrit que « la presque totalité des habitants ne parle et ne comprend que le breton ».

##### L'épidémie de dysenterie
En octobre 1900, une épidémie de dysenterie se produit dans de nombreuses communes de l'arrondissement de Châteaulin dont Saint-Hernin, y faisant environ 80 malades et provoquant 16 décès. « Cette épidémie est attribuée à la sécheresse des dernières années. Les puits et les fontaines étaient à sec, et la population a fait usage d'eaux malsaines. En outre, l'encombrement et la malpropreté des maisons sont devenus des facteurs importants de la maladie ». Cette épidémie toucha d'abord Spézet, avant de concerner ensuite Motreff, Saint-Hernin et Plouguer.

##### «Le sanglier du manoir de Coadou»
En février 1907, la commune fut le théâtre d'un fait divers sanglant survenu au manoir de Coadou, qui fut abondamment relaté y compris par la presse parisienne de l'époque. À la suite d'une procédure judiciaire intentée contre lui, un ingénieur dénommé Biollay fût accusé d'avoir tué d'un coup de fusil la femme de son voisin Mme Fonteneau. Surnommé localement « le Sanglier » car il était mal vu des paysans du voisinage, le meurtrier fut jugé par les Assises de Quimper et l'affaire fit les choux gras de la presse de l'époque évoquant « le sanglier du manoir de Coadou ». M. Biollay fut reconnu coupable et condamné aux travaux forcés. L'attitude douteuse du juge de la Cour d'Assises poussa certains jurés, ainsi que des associations de défense des Droits de l'Homme et un Député à faire campagne pour demander sa libération, avec le soutien notamment du journal L'Aurore. M. Biollay fut finalement libéré le 23 août 1912.

##### Le mauvais état des routes
Une polémique éclate en 1914 à propos du mauvais état des routes, aggravé par les charrois nécessités par la construction du nouveau cimetière. « D'une manière générale, les routes sont très mal entretenues. Des fossés pour l'écoulement des eaux, il ne faut point les chercher. Aussi par ce temps pluvieux que nous subissons, les routes deviennent de véritables ruisseaux, voire de grandes rivières ! ».

#### La Première Guerre mondiale
Le monument aux morts de Saint-Hernin porte les noms de 95 soldats morts pour la France pendant la Première Guerre mondiale ; parmi eux, Joseph le Moal et Pierre Tréguier ont reçu la Croix de guerre.

#### L'Entre-deux-guerres

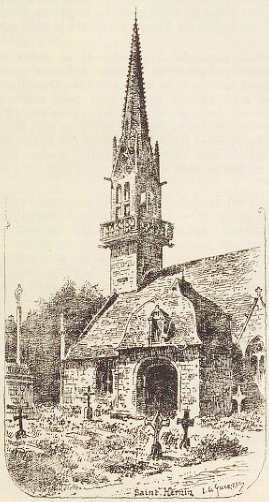
L'église paroissiale Saint-Hernin en 1937 (dessin de Louis Le Guennec).

#### La Seconde Guerre mondiale
Le monument aux morts de Saint-Hernin porte les noms de 13 personnes mortes pour la France pendant la Seconde Guerre mondiale ; parmi elles, François Le Moal et Albert Goacolou, tous deux marins morts en raison du naufrage du cuirassé Bretagne lors de la bataille de Mers el-Kébir le 3 juillet 1940.
Louis Marcadet, né le 22 mars 1920 à Saint-Hernin, a été déporté depuis Compiègne le 15 juillet 1944 vers le camp de concentration de Neuengamme, puis à celui de Schützenhof-Bremen où il est mort le 13 février 1945. Yves-Joseph Gestin, dit "Bob", né le 31 mai 1923 à Saint-Hernin, membre du réseau de résistance Turma-Vengeance du Morbihan, domicilié à Gourin lors de son arrestation, déporté depuis Compiègne le 31 juillet 1944 vers le camp de concentration de Neuengamme, décédé au kommando de Watenstedt le 23 janvier 1945. Lucien Devedec, né le 16 février 1920 à Saint-Hernin, demeurant à Motreff, résistant FTPF, fut fusillé par les Allemands le 29 juillet 1944 à Croas-Ty-Nevez en Paule. Daniel Trellu, un grand résistant, habitait Saint-Hernin,. Basile Tallec, né le 31 décembre 1922 à Saint-Hernin, fut aussi un résistant FFI.

#### L'après Seconde Guerre mondiale
Deux soldats (Roger Collobert et François Galloudec) originaires de Saint-Hernin sont morts lors de la guerre d'Indochine et deux (Maxime Le Mapihan et Ernest Rassin) pendant la guerre d'Algérie.

### LeXXIesiècle
« Un violent orage a provoqué d'impressionnantes coulées de boue dans le bourg de Saint-Hernin ce samedi soir [9 mai 2020]. (...) "La commune est une cuvette et l'eau et la boue ont dévalé les routes pentues qui descendent au village" raconte (...) un riverain. (...) "Les champs ont littéralement atterri sur les routes et dans les caves des habitations de certains lieux-dits", rapporte la maire Marie-Christine Jaouen, "Tout cela est lié au fait qu'il n'y a plus de talus" déplore-t-elle ».

## Politique et administration
| Période                                  | Période   | Identité               | Étiquette                | Qualité |
| ---------------------------------------- | --------- | ---------------------- | ------------------------ | --- |
| 1789                                     |           | Jean Rémond            |                          | Cultivateur |
| 1794                                     | 1795      | Guillaume Le Cannec    |                          | |
| 1803                                     | 1804      | Nicolas Parlier        |                          | Ardoisier et cabaretier |
| 1804                                     | 1809      | Jean Paul              |                          | |
| 1809                                     | 1815      | Jean Pichaudou         |                          | Cantonnier et revendeur |
| 1815                                     | 1824      | Yves Le Moal           |                          | Cultivateur |
| 1824                                     | 1826      | Sébastien Goacolou     |                          | Cultivateur |
| 1826                                     | 1828      | Yves Conan             |                          | Cultivateur |
| 1828                                     | 1832      | Sébastien Goacolou     |                          | Déjà maire entre 1824 et 1826 |
| 1832                                     | 1836      | Claude Gourdin         |                          | |
| 1844                                     | 1845      | Kergaravat             |                          | |
| 1847                                     | 1853      | Lambert Parlier        |                          | Cultivateur. Fils de Nicolas Parlier, maire entre 1803 et 1804.                                                                  |
| 1854                                     | 1860      | Lozach                 |                          | |
| 1860                                     | 1881      | Jules Alfred Billioray |                          | Propriétaire. Président du comice agricole de Carhaix. Membre de l'Association bretonne.                                         |
| 1881                                     | 1881      | Guillaume Simon        |                          | |
| 1881                                     | 1888      | Louis Lefranc          |                          | |
| 1888                                     | 1900      | Ernest Gourdin         | Républicain opportuniste | Petit-fils de Claude Gourdin, maire entre 1832 et 1836                                                                           |
| 1900                                     | 1902      | Thomas Barguil         | Libéral catholique       | Révoqué en septembre 1902 pour avoir manifesté contre les décrets Combes prononçant la fermeture d'établissements congréganistes |
| 1902                                     | 1914      | Jean François Ropars   |                          | Cultivateur |
| 1914                                     | 1914      | Jean Joseph Lohéac     |                          | Carrier |
| 1914                                     | 1919      | Auguste Colléou        |                          | Marin |
| 1919                                     | 1943      | Charles Com            |                          | Carrier |
| 1943                                     | 1944      | Jean Joseph Ropars     |                          | |
| 1945                                     | 1948      | Pierre Com             |                          | Fils de Charles Com, maire entre 1919 et 1943                                                                                    |
| 1948                                     | 1983      | Léon Manach            |                          | |
| mars 1983                                | mars 2001 | Yves « Ifig » Rémond   | UDB                      | Enseignant |
| mars 2001                                | 2014      | Jean-Claude Le Guelaff |                          | |
| mars 2014                                | En cours  | Marie-Christine Jaouen |                          | Fonctionnaire |
| Les données manquantes sont à compléter. |           |                        |                          | |

## Démographie
L'évolution du nombre d'habitants est connue à travers les recensements de la population effectués dans la commune depuis 1793. Pour les communes de moins de 10 000 habitants, une enquête de recensement portant sur toute la population est réalisée tous les cinq ans, les populations de référence des années intermédiaires étant quant à elles estimées par interpolation ou extrapolation. Pour la commune, le premier recensement exhaustif entrant dans le cadre du nouveau dispositif a été réalisé en 2004.

En 2022, la commune comptait 735 habitants, en évolution de −3,42 % par rapport à 2016 (Finistère : +2,16 %, France hors Mayotte : +2,11 %).
| 1793  | 1800  | 1806  | 1821  | 1831  | 1836  | 1841  | 1846  | 1851  |
| ----- | ----- | ----- | ----- | ----- | ----- | ----- | ----- | ----- |
| 1 211 | 1 797 | 1 152 | 1 150 | 1 250 | 1 347 | 1 314 | 1 356 | 1 374 |

| 1856  | 1861  | 1866  | 1872  | 1876  | 1881  | 1886  | 1891  | 1896  |
| ----- | ----- | ----- | ----- | ----- | ----- | ----- | ----- | ----- |
| 1 350 | 1 326 | 1 456 | 1 348 | 1 351 | 1 312 | 1 433 | 1 576 | 1 653 |

| 1901  | 1906  | 1911  | 1921  | 1926  | 1931  | 1936  | 1946  | 1954  |
| ----- | ----- | ----- | ----- | ----- | ----- | ----- | ----- | ----- |
| 1 763 | 1 830 | 1 860 | 1 908 | 1 905 | 1 902 | 1 706 | 1 603 | 1 308 |

| 1962  | 1968 | 1975 | 1982 | 1990 | 1999 | 2004 | 2006 | 2009 |
| ----- | ---- | ---- | ---- | ---- | ---- | ---- | ---- | ---- |
| 1 134 | 956  | 826  | 765  | 776  | 752  | 759  | 768  | 745  |

| 2014 | 2019 | 2022 | - | - | - | - | - | - |
| ---- | ---- | ---- | - | - | - | - | - | - |
| 753  | 755  | 735  | - | - | - | - | - | - |

## Lieux et monuments

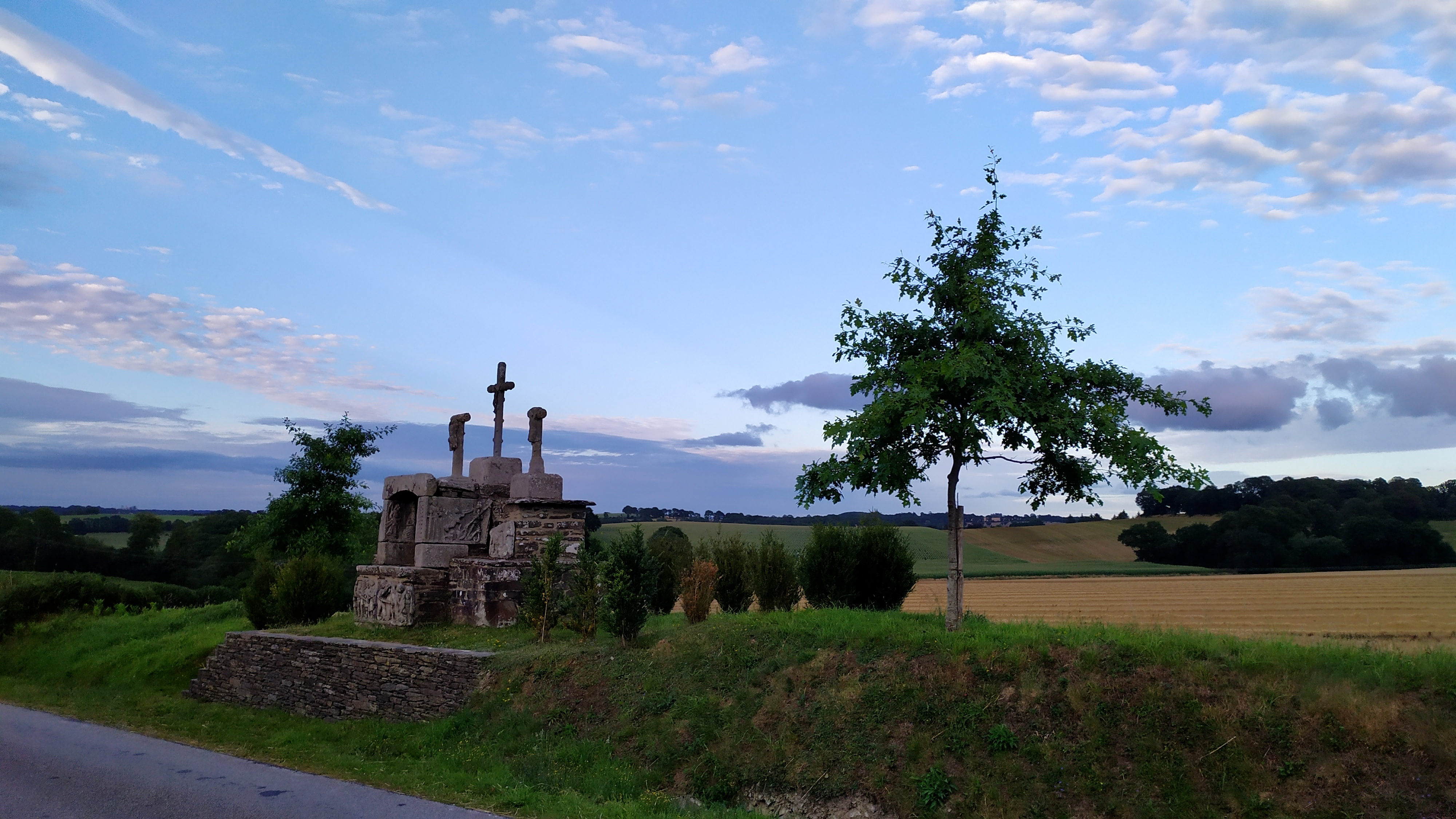
Le calvaire de Kerbreudeur, vue du sud.

- Le calvaire de Kerbreudeur est un des plus anciens calvaires de Bretagne[89] (XVe siècle), édifié en granite de Scaër. Il aurait été édifié par la famille de Kergoët, dont le château était proche. Sa forme est unique, les croix s'élevant au-dessus d'une construction de dalles plates sans maçonnerie apparente et servant de support à une niche faite de trois blocs sculptés à l'intérieur comme à l'extérieur. Le groupe statuaire situé sous la niche représente Dieu le Père entouré d'anges ; d'autres scènes représentent le Christ assisté de Simon de Cyrène, la Flagellation du Christ, etc. Des statues représentent Adam et Ève, sainte Catherine, etc[90].

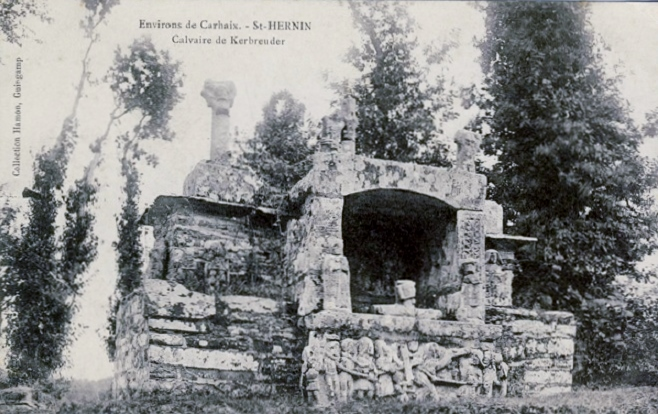
Le calvaire de Kerbreudeur vers 1910 (carte postale Hamon).
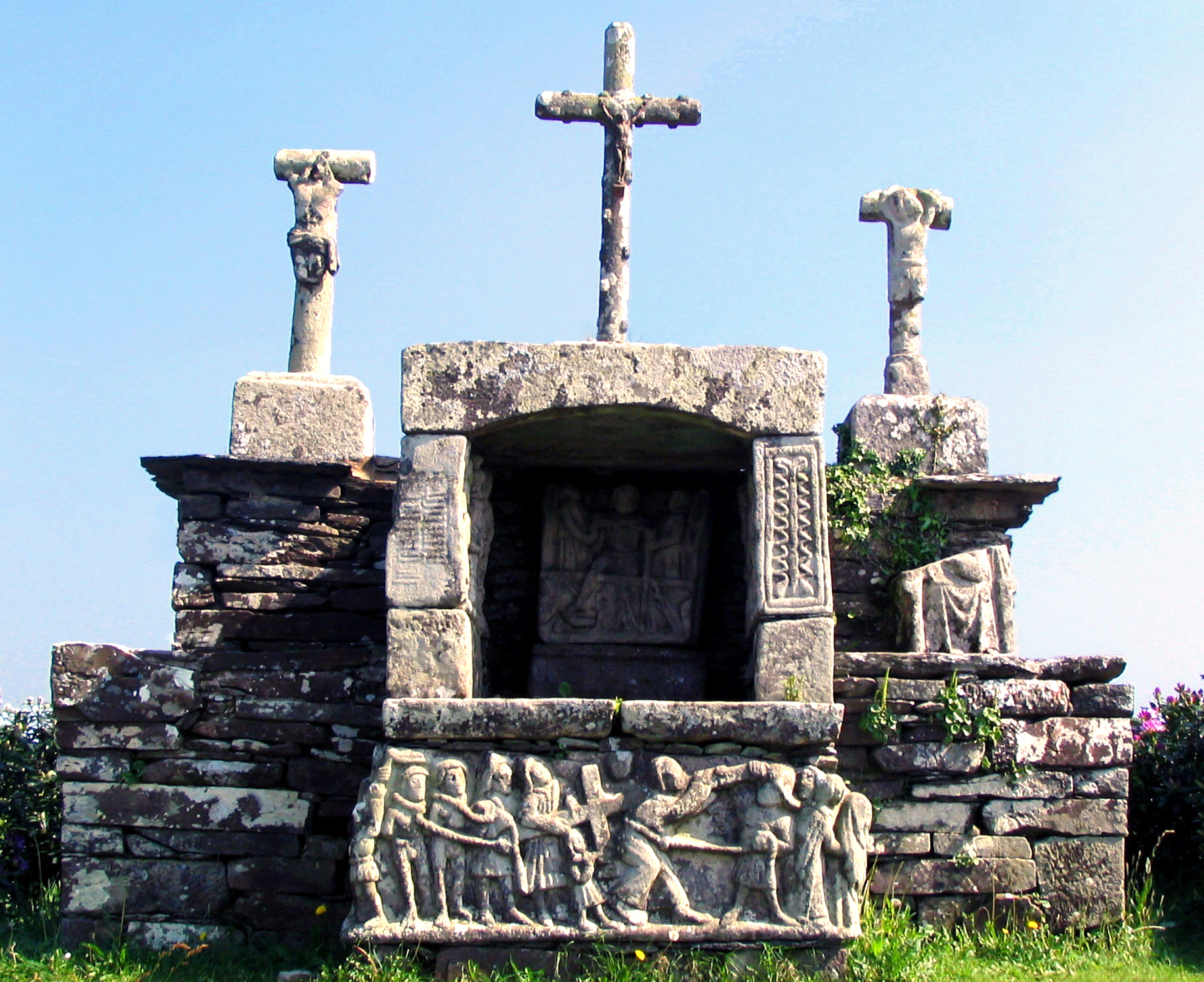
Le calvaire de Kerbreudeur, vue d'ensemble.
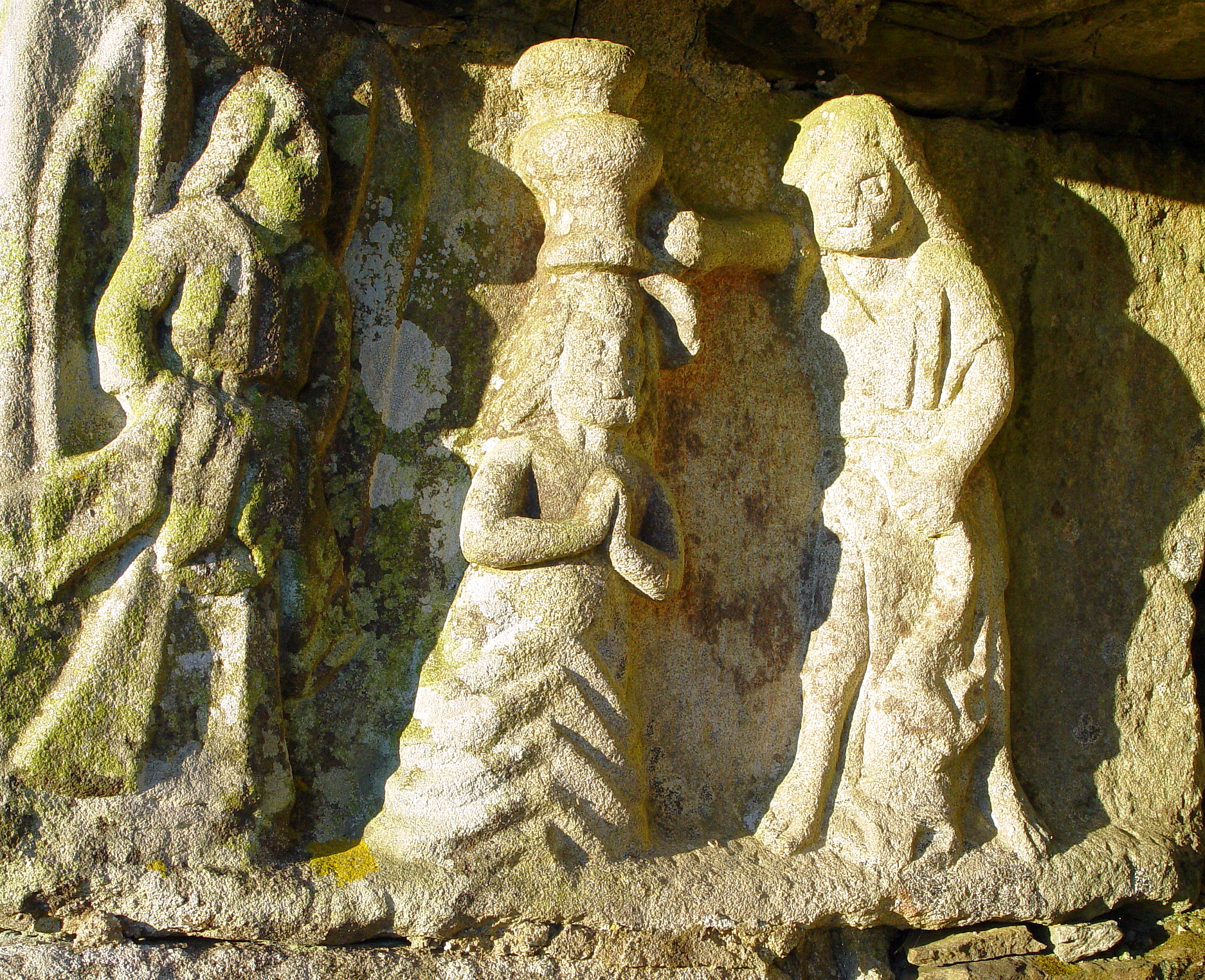
Le calvaire de Kerbeudeur, Baptême du Christ.
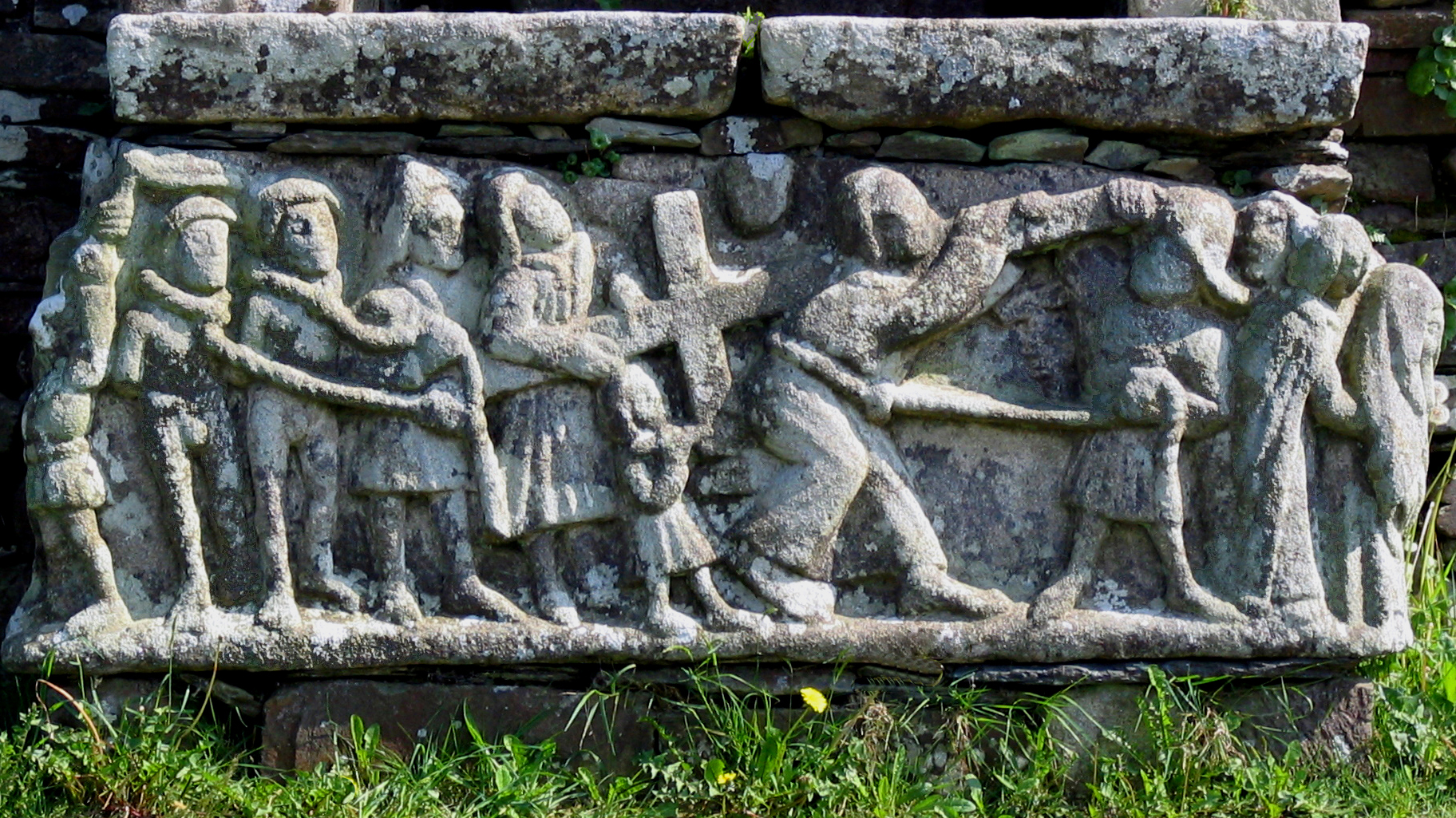
Le calvaire de Kerbreudeur, bas-relief de la Montée au Calvaire, vue d'ensemble.
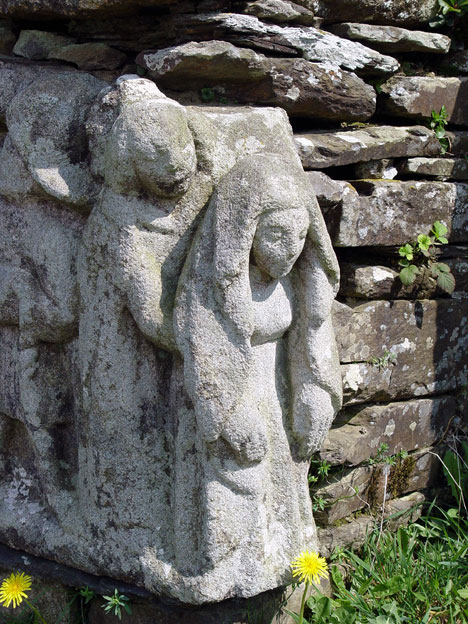
Le calvaire de Kerbreudeur, Montée au Calvaire, Marie et saint Jean.
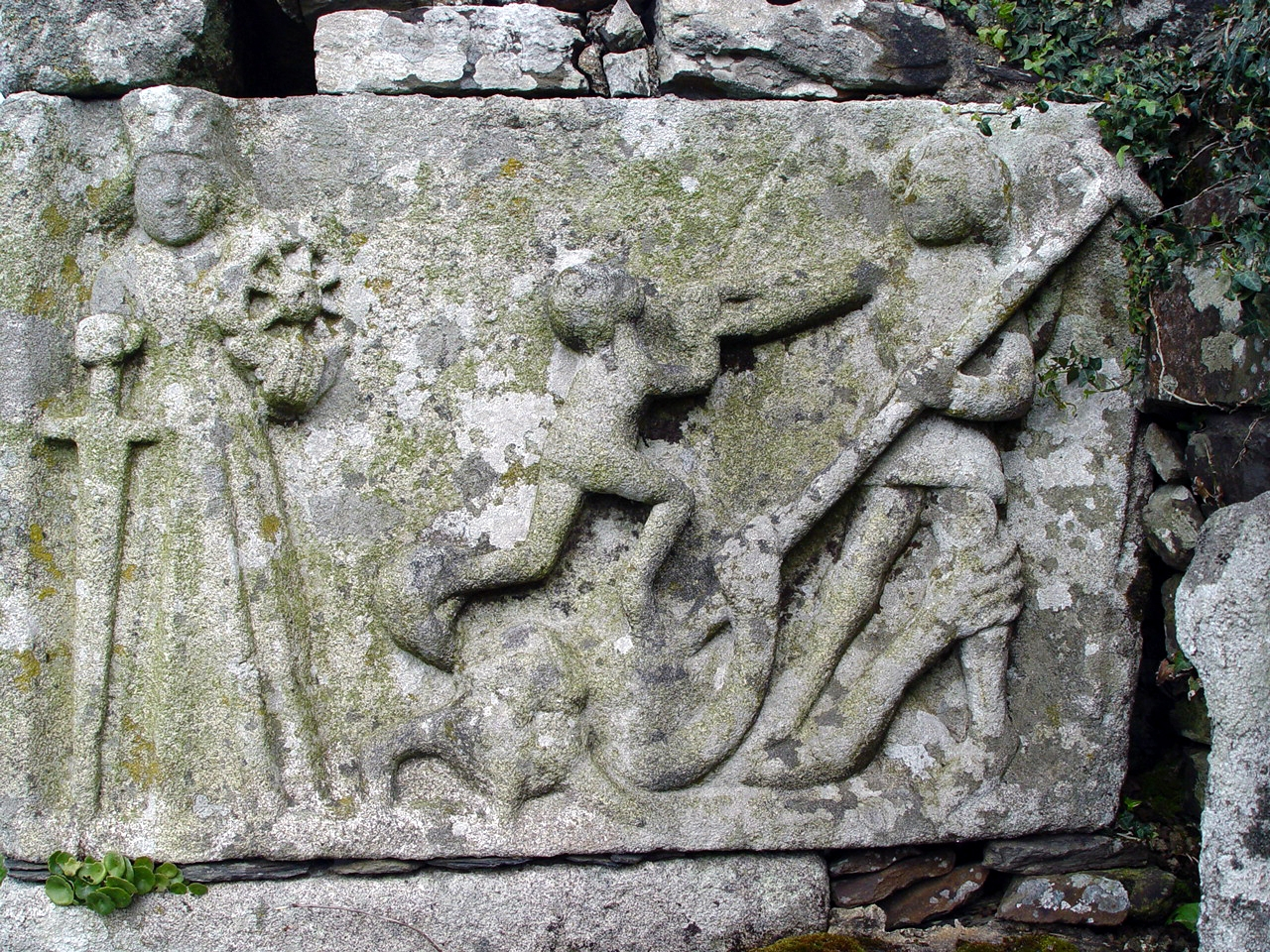
Le calvaire de Kerbreudeur, bas-relief de sainte Catherine d'Alexandrie et de saint Michel terrassant le dragon.

- L'église paroissiale Saint-Hernin, dédiée à saint Hernin (représenté en moine au-dessus du porche sud), date des XVIe – XVIIe siècles, ; son porche sud date de 1632 ; son clocher à galerie est accessible par un escalier à vis permettant d'accéder à la chambre des cloches ; sa chaire à prêcher date du XVIIIe siècle ; sa charpente fut reconstruite en 1856. L'église abrite de nombreuses statues dont celles de saint Hernin, saint Corentin, saint Guénolé, saint Michel, saint Pierre, ainsi qu'une Piétà et une statue de Notre-Dame du Bon Secours[91].

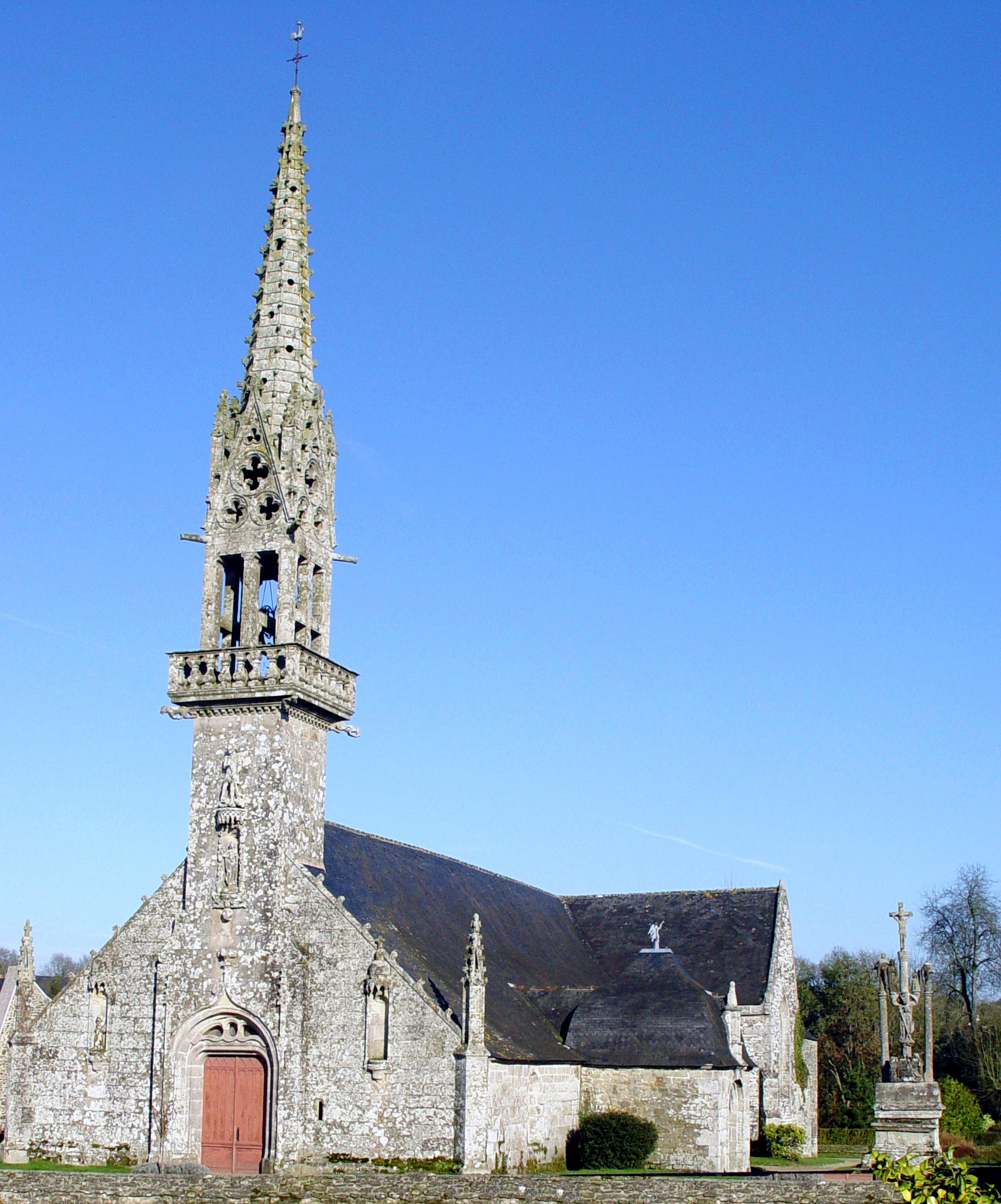
L'église paroissiale Saint-Pierre.
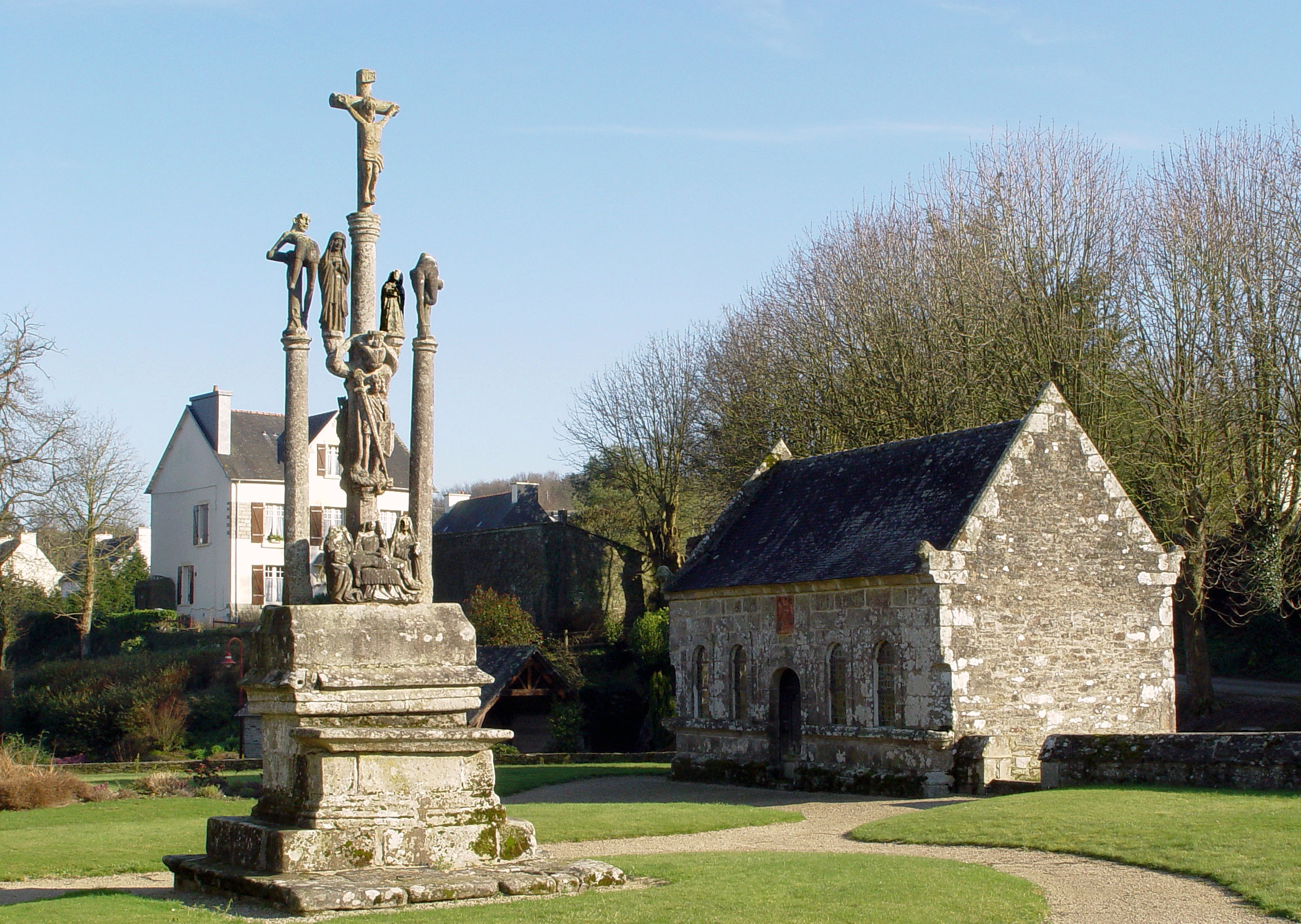
Le calvaire et l'ossuaire de Saint-Hernin.
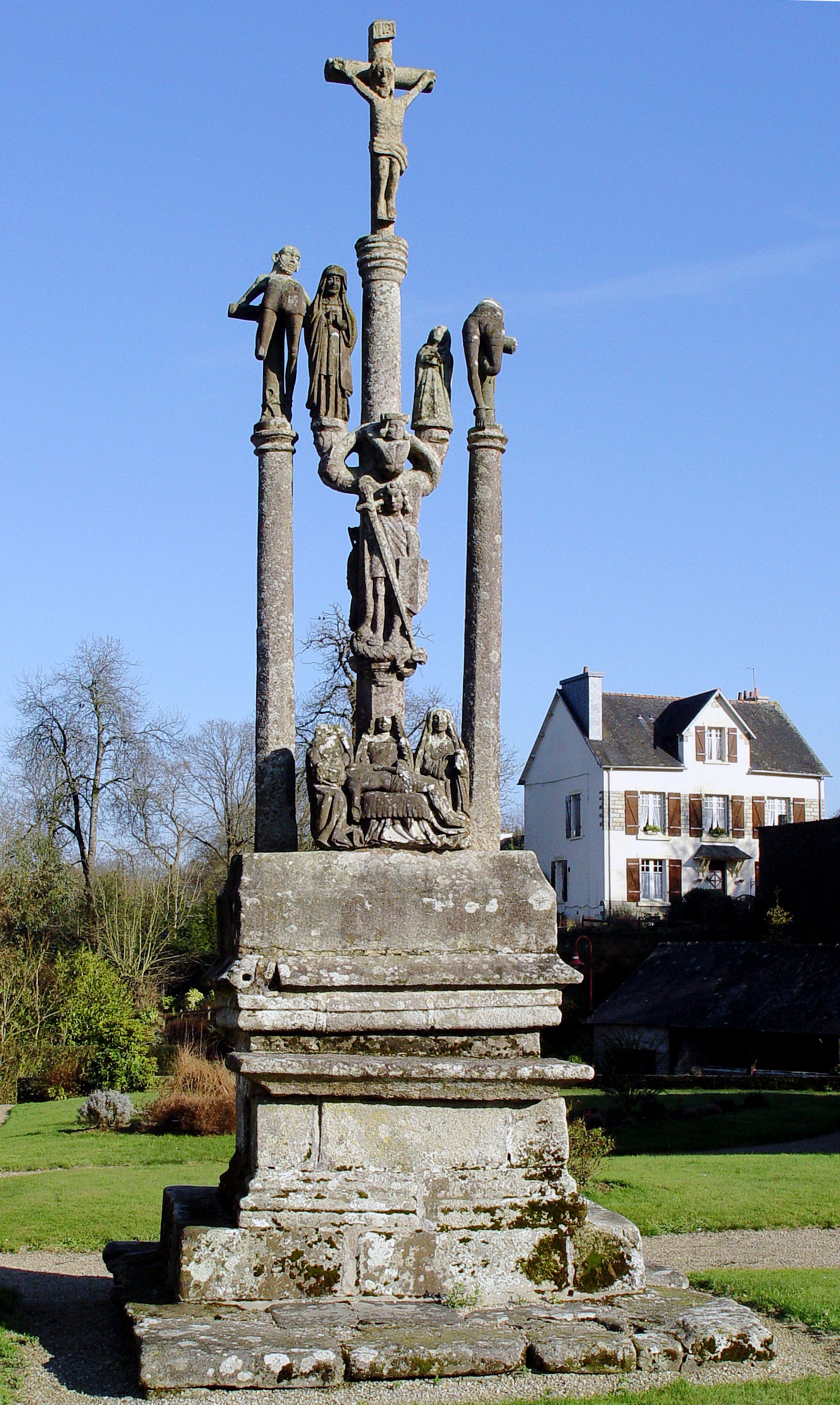
Le calvaire près de l'église paroissiale Saint-Hernin, vue d'ensemble côté ouest.
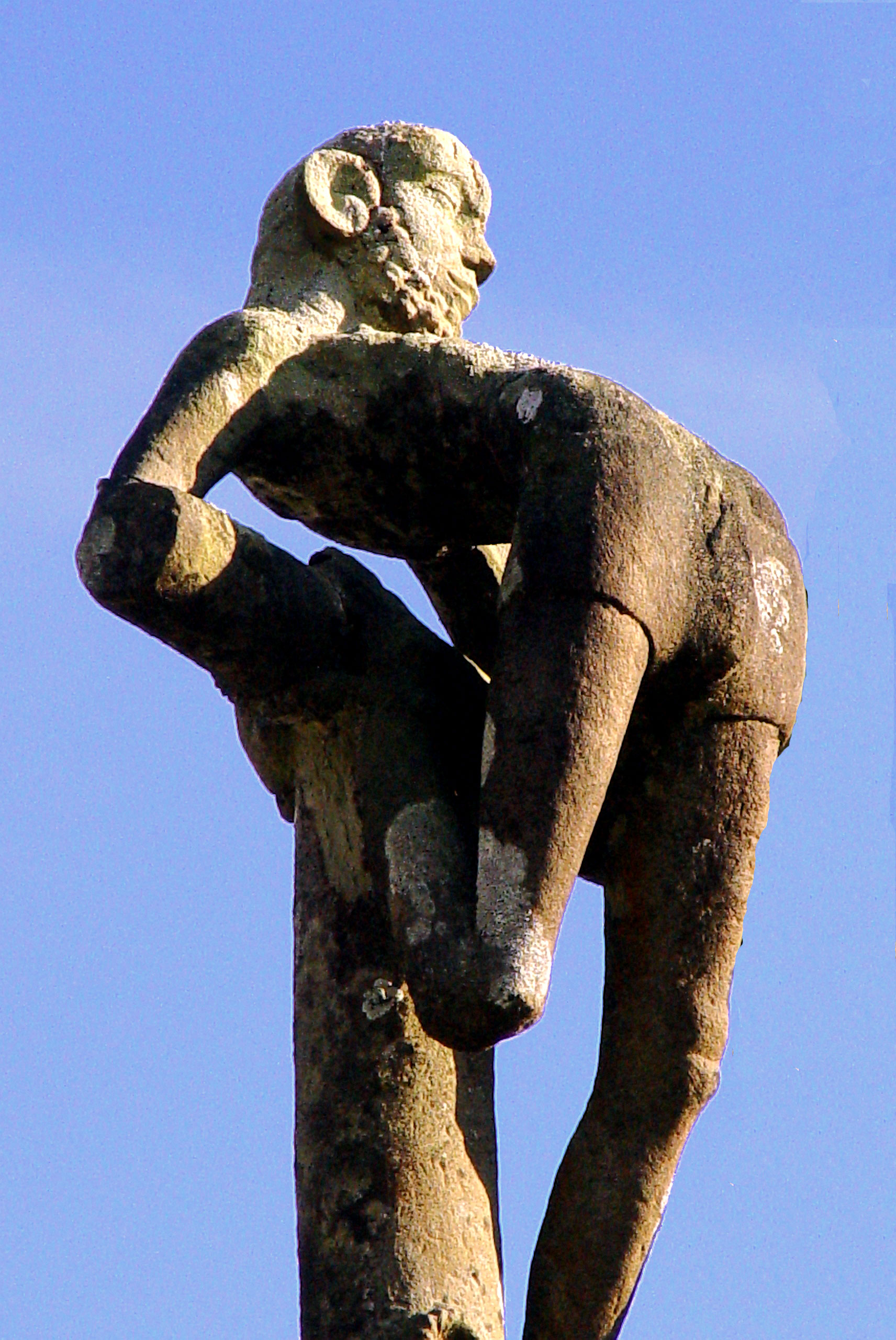
Le calvaire près de l'église paroissiale Saint-Hernin, croix en tau avec le bon larron.
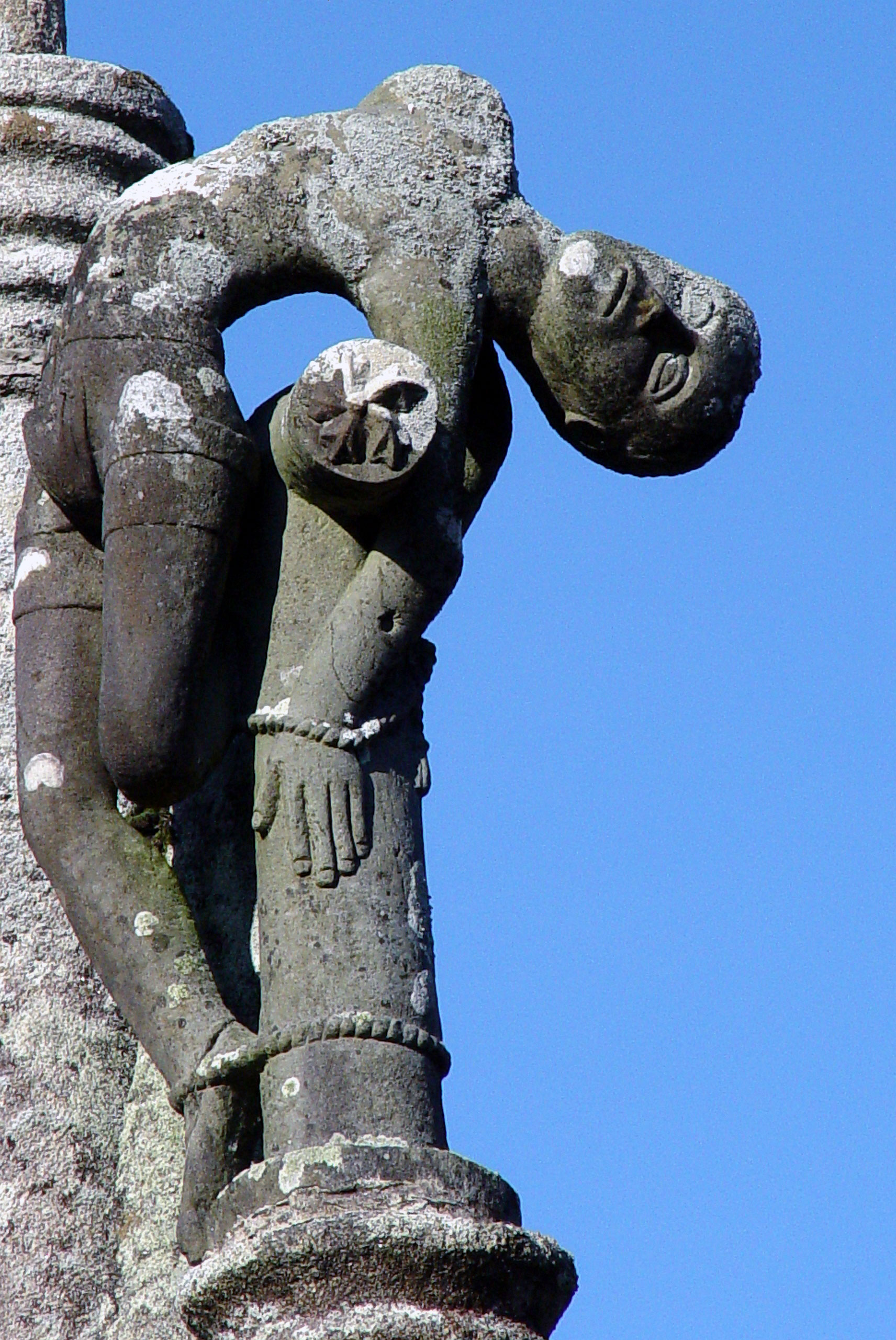
Le calvaire près de l'église paroissiale Saint-Hernin, croix en tau avec le mauvais larron.
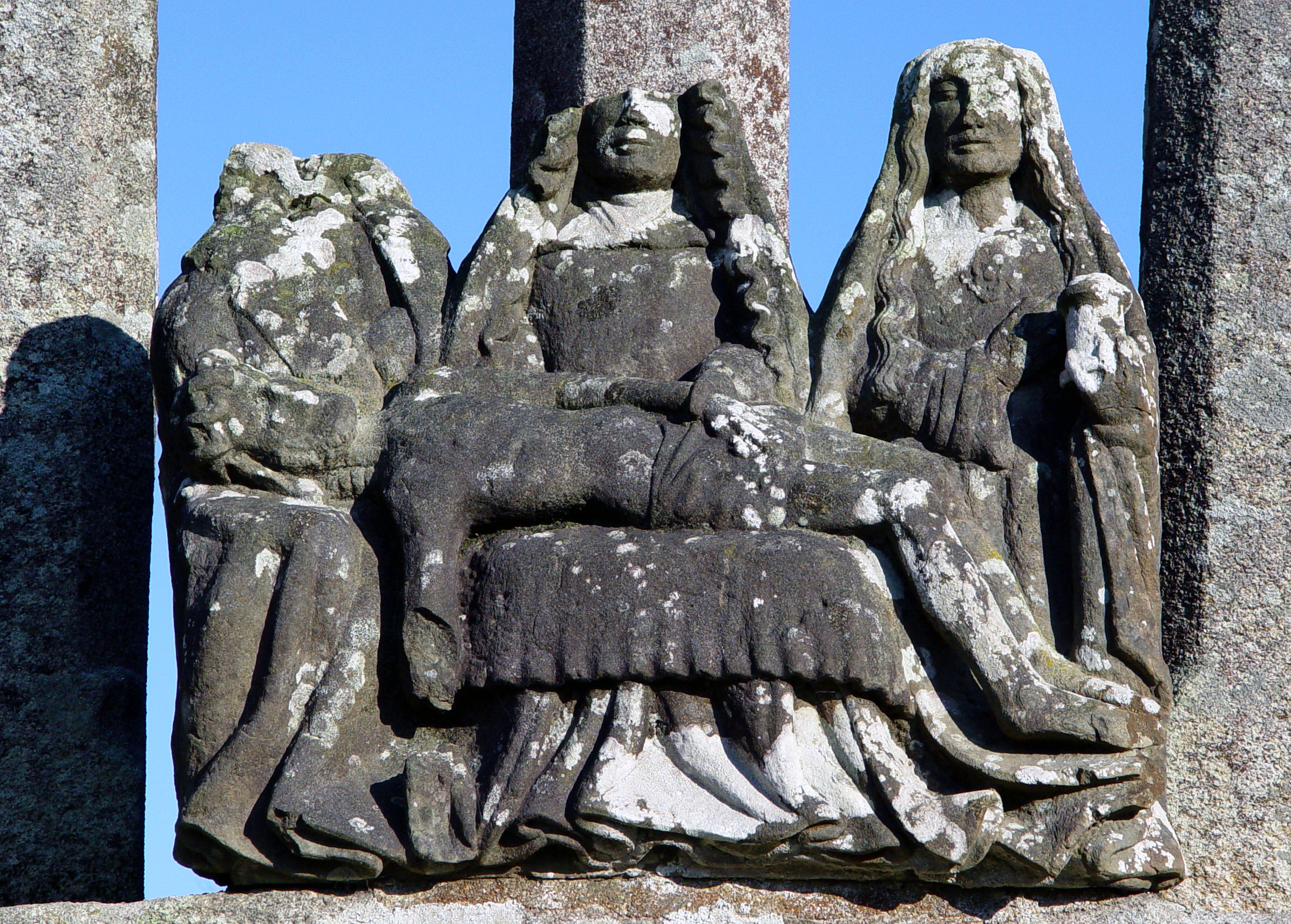
Le calvaire près de l'église paroissiale Saint-Hernin, Vierge de Pitié avec saint Jean et sainte Marie-Madeleine.
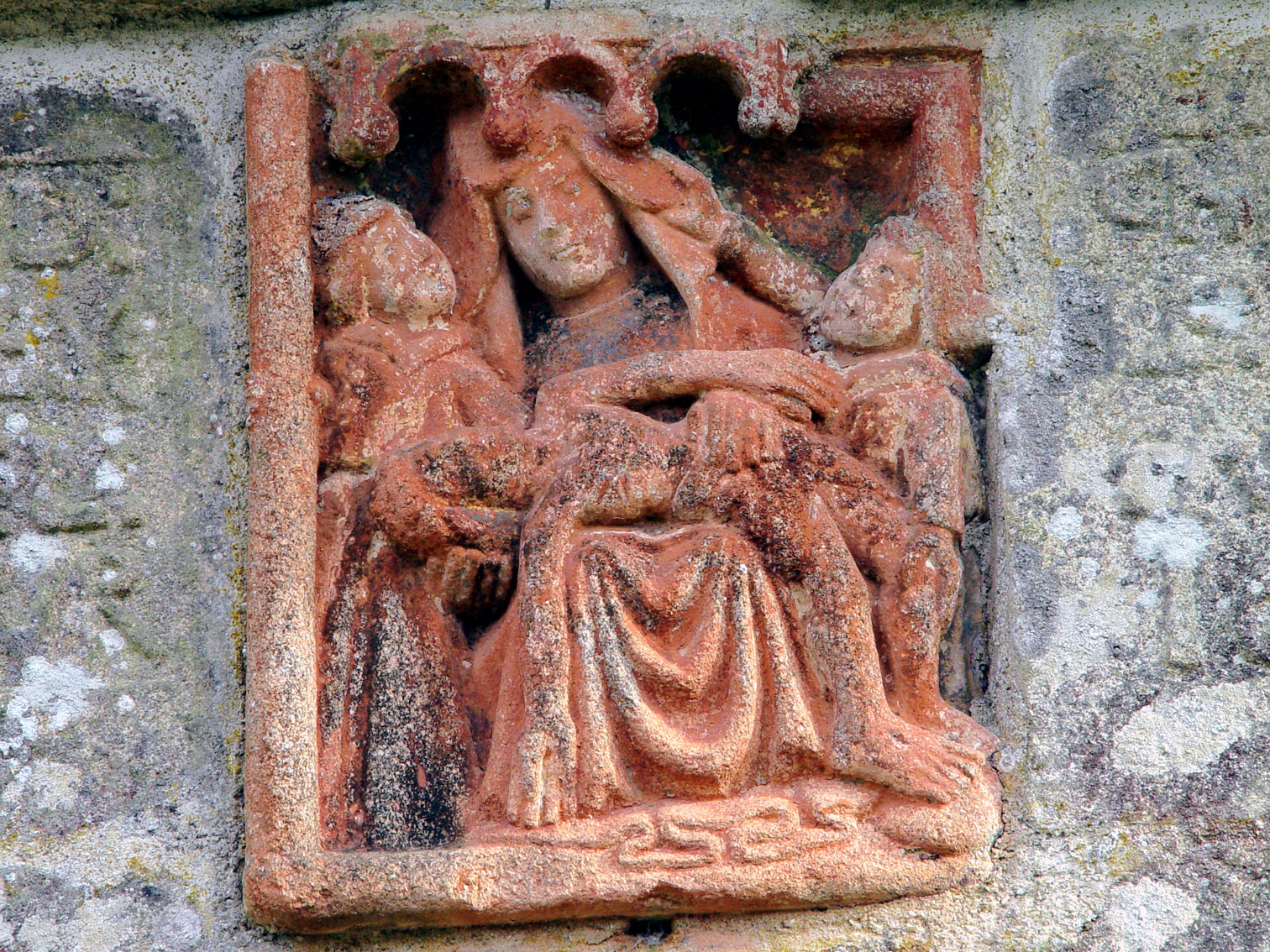
L'ossuaire près de l'église Saint-Hernin, Vierge de Pitié.

L'enclos paroissial possède un ossuaire (qui est une ancienne chapelle consacrée à sainte Anne) qui se trouvait à l'origine à l'ouest de l'église, mais qui a été déplacé et restauré en 1965. Cet ossuaire porte l'inscription : « N[oble] : et : D[iscret] :/M[ess]ire]. Y. : ROVXEL :/ RECTEVR / CHRISTOLE (en fait Christophe) / LE : STAIRIC : FABRIQVE / 1697 ».
La fontaine située à proximité est contemporaine de l'église et alimente un lavoir. Saint Hernin ayant la réputation de faire passer les migraines, il suffisait de passer trois fois sa tête dans l'eau de la fontaine le jour du pardon pour en être guéri.
- La chapelle Saint-Sauveur : cette chapelle est le dernier vestige d'un ancien couvent des Carmes déchaussés fondé à cet emplacement grâce à une donation en date du 16 décembre 1644 de Toussaint du Perrien, seigneur de Bréfeillac et de Kergoët (jusqu'à ce que ces derniers ne s'installent à Carhaix en 1658[93], à charge pour eux de dire une messe chaque dimanche dans la chapelle Saint-Sauveur)[94]. La chapelle a été profondément remaniée en 1817. Une inscription latine sur l'arc de la porte dit : Venez à moi, vous qui êtes accablé par les labeurs et qui supportez les fardeaux et je vous réconforterai.

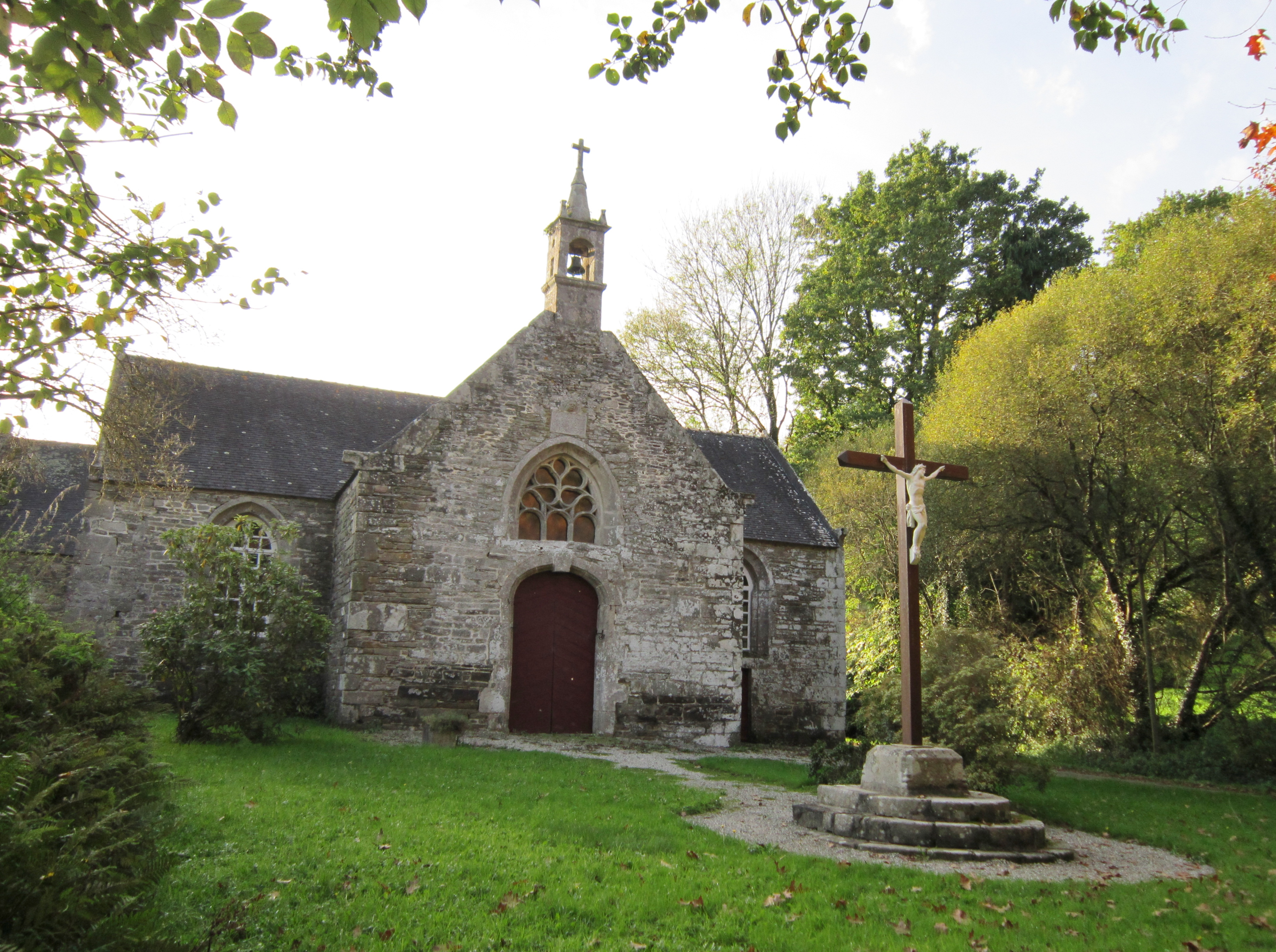
La chapelle Saint-Sauveur et son calvaire.
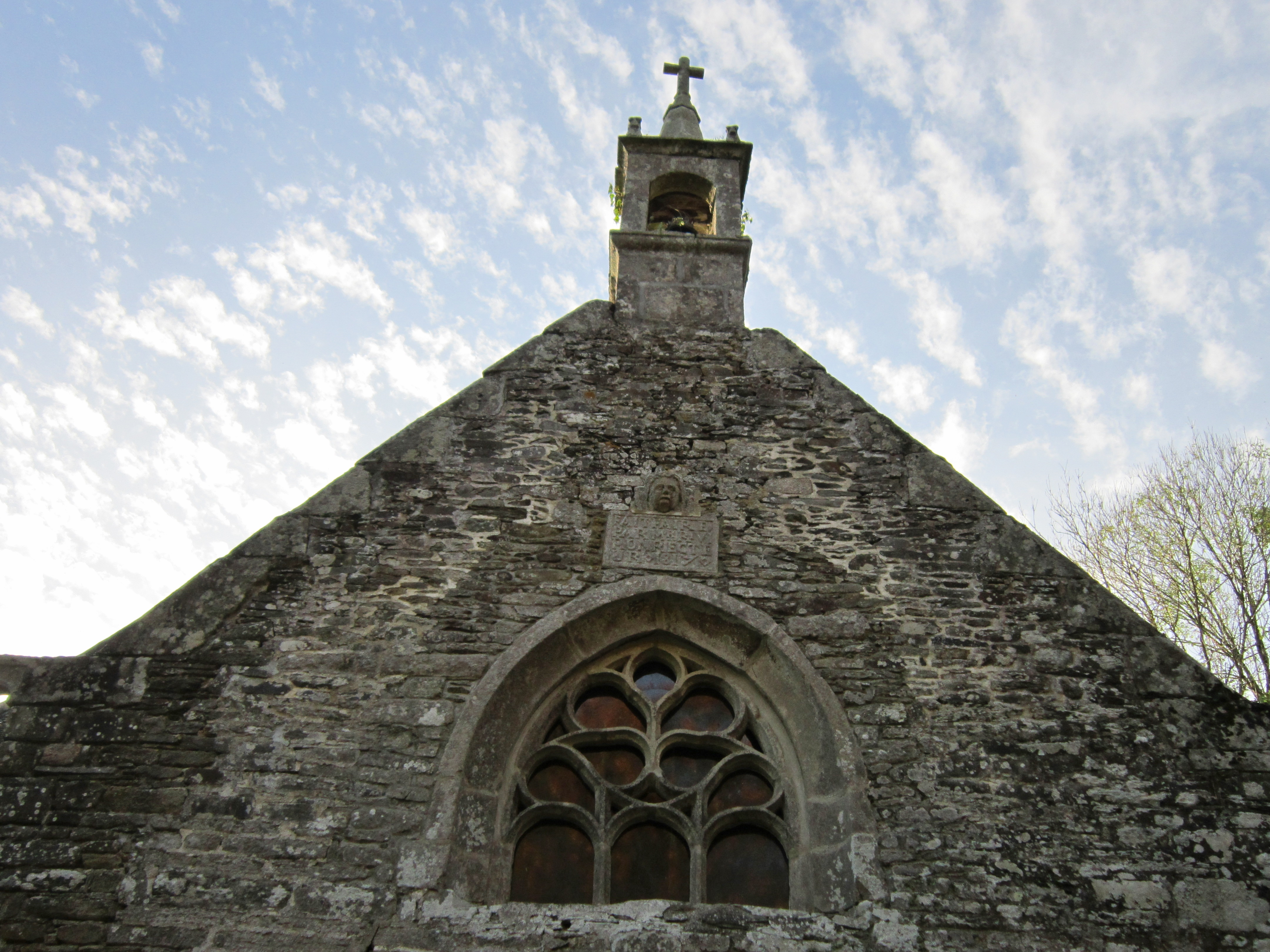
La façade de la chapelle Saint-Sauveur, partie haute.
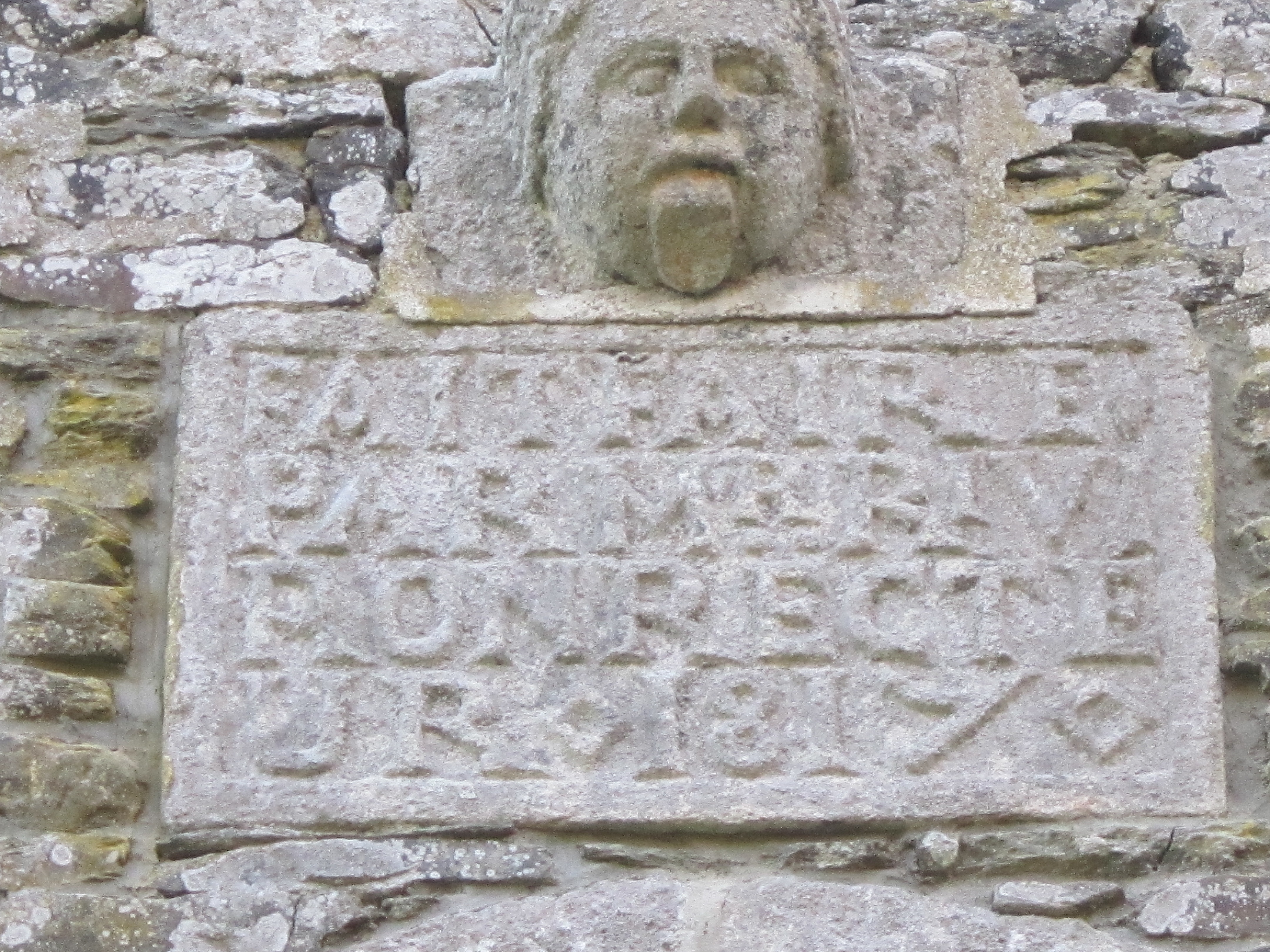
Inscription sur la façade de la chapelle Saint-Sauveur.

- Les ruines du château du Kergoat (Kergoët). Ce château datait du XVe siècle mais fut incendié en 1675, détruit à nouveau en 1835 ; ses parties agricoles portent la date de 1857[95].
- Le moulin de Goaranvec[96] ; désaffecté de nos jours, il est toutefois toujours en état de marche.
- La maison du canal, ancienne maison éclusière de Kergoat.

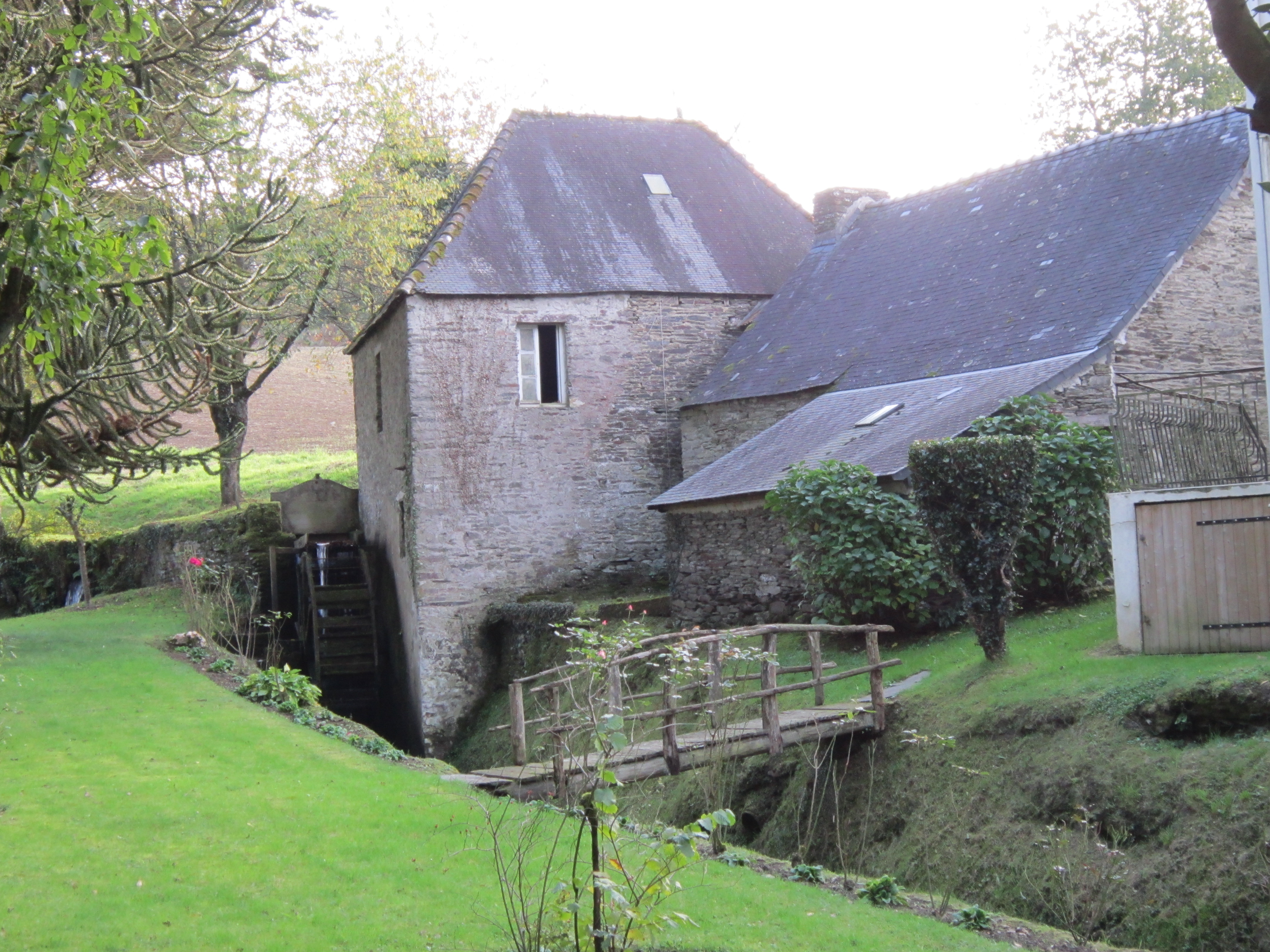
Le moulin de Goaranvec.
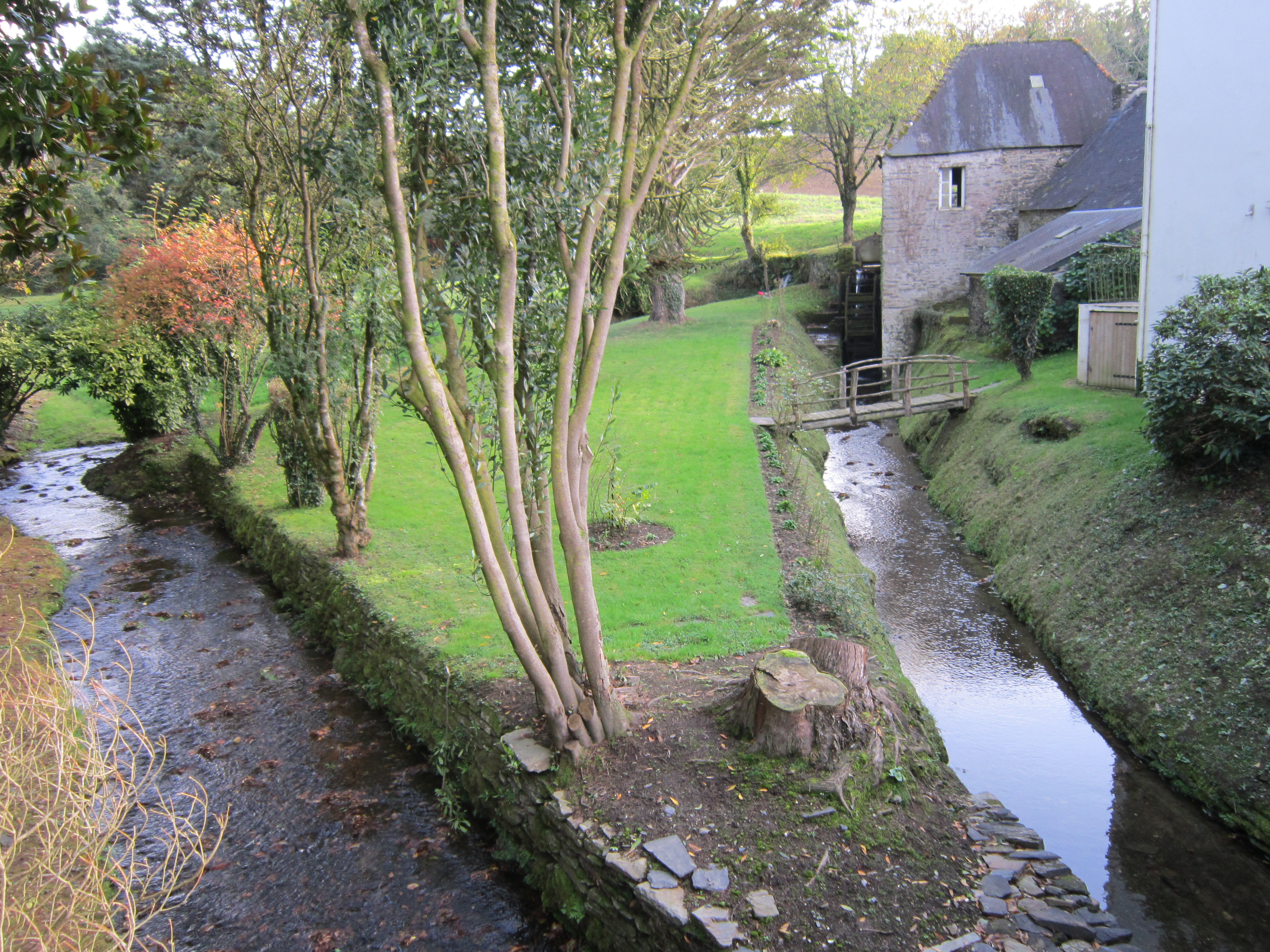
Le canal de dérivation alimentant en eau le moulin de Goaranvec.
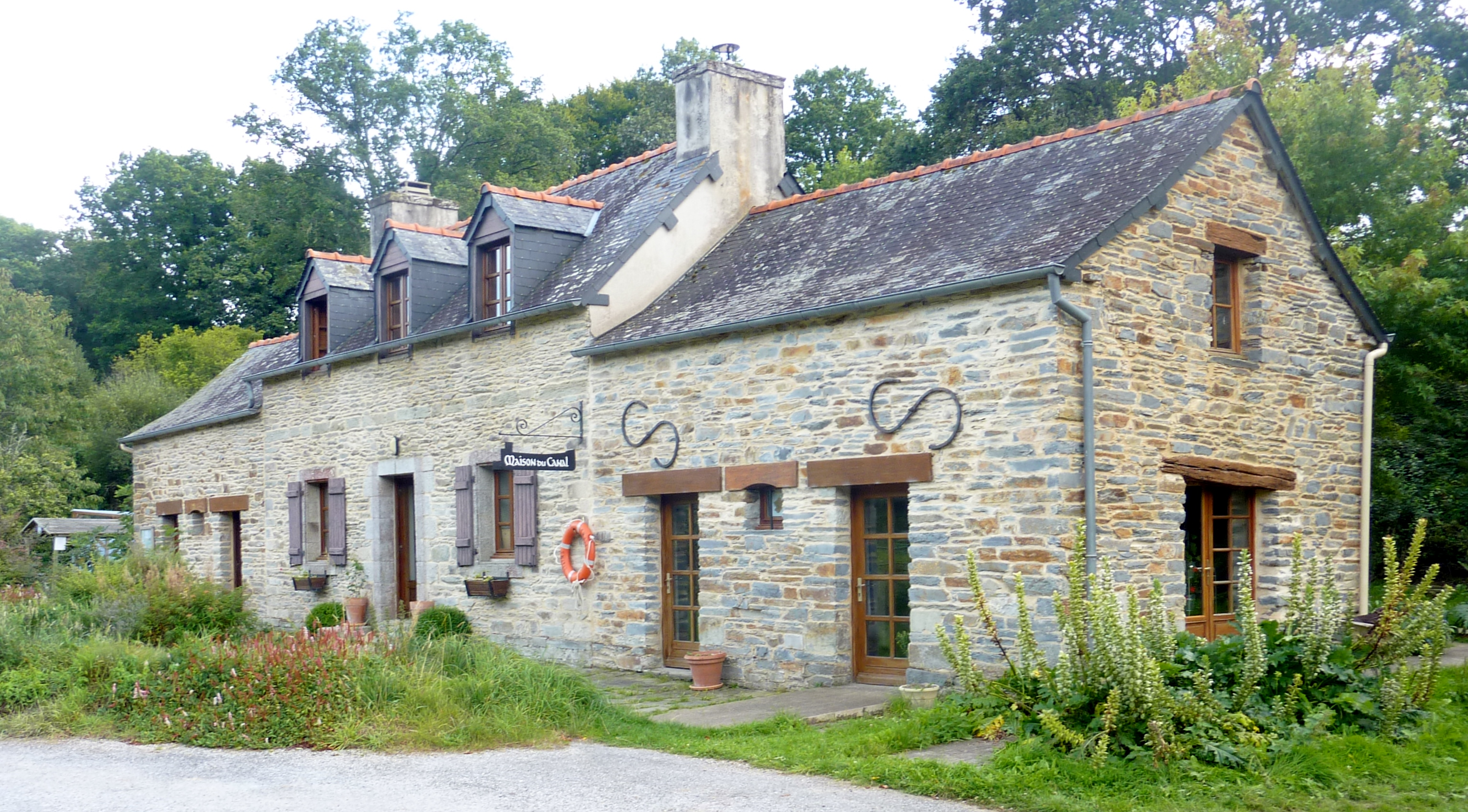
La maison du canal à Saint-Hernin, ancienne maison éclusière de Kergoat, située sur la rive gauche de l'Hyères canalisée (canal de Nantes à Brest).

## Activités sportives
- Club de football : USSH (Union Sportive Saint Hernin) :